# Transports en commun de Narbonne
Citibus est la marque commerciale du réseau de transports en commun français du Grand Narbonne dans le département de l'Aude. Le réseau est exploité par RATP Dev Grand Narbonne (filiale de RATP Dev) depuis le 1er janvier 2025, dans le cadre d'un contrat de délégation de service public, pour une durée de 8ans.

## Historique

### TVA
L'origine des transports en commun de Narbonne remonte à la compagnie des Tramways à Vapeur de l'Aude (TVA), qui exploitait un réseau dans le département entre 1901 et 1933. Ce réseau se composait de plusieurs lignes à voie métrique développées notamment autour de Narbonne.
- Narbonne ↔ Ouveillan (ouverte le 12 février 1905, d'une longueur de 14 km)
- Narbonne ↔ Fleury-d'Aude (ouverte le 12 février 1905, d'une longueur de 16 km)
- Narbonne ↔ Thézan-des-Corbières (ouverte le 10 mai 1905, d'une longueur de 27 km)

Des jonctions étaient mises en place à la Gare de Narbonne avec le réseau de la Compagnie des chemins de fer du Midi pour les lignes de Bordeaux-Saint-Jean à Sète-Ville, et de Narbonne à Port-Bou.
Ces lignes de tramway ont été retirées du paysage narbonnais et plus généralement du paysage audois lorsque la compagnie des Tramways à Vapeur de l'Aude a déposé le bilan.

### TUN
En Septembre 1982 sont créés les Transports urbains narbonnais (TUN). La première ligne urbaine de bus est créée.

### TAN
À partir du 1er juillet 2004, à la suite de la création de la communauté d'agglomération de La Narbonnaise, les Transports urbains narbonnais changent de nom et deviennent les Transports de l'agglomération narbonnaise (TAN). Des bus Solaris Urbino sont livrés et dotés d'un nouvel habillage. Une ligne urbaine gratuite nommée La Narbonnette (ligne N) est créée. Elle permet de relier le centre historique au parking relais du Parc des Sports et de l'Amitié. Les lignes suburbaines sont à présent associées au réseau de transports en commun et à la tarification de la communauté d'agglomération de la Narbonnaise.
En 2006, à la suite de la mise en œuvre du Plan de Déplacements Urbains de la ville de Narbonne, une importante restructuration du réseau urbain de transports a lieu.
En 2007 était évoquée par la municipalité l'idée d'installer un tramway moderne à Narbonne.
À partir du 1er septembre 2008, les Transports de l'agglomération narbonnaise, jusque-là exploités par la Corporation Française de Transports (CFT), sont désormais exploités par Keolis Narbonne.
Le 1er novembre 2008, à l’occasion du transfert par le Conseil Général de l'Aude à la communauté d'agglomération de La Narbonnaise de la compétence en matière de transports scolaires, ceux-ci sont associés au réseau de transports en commun et à la tarification de la communauté d'agglomération de la Narbonnaise avec la mise en place des « Bus Cool ». Un nouveau réseau urbain et suburbain est mis en place. Des Mercedes-Benz Citaro pour les lignes urbaines et des Mercedes-Benz Intouro pour les lignes suburbaines sont livrés et dotés d'un nouvel habillage. Les lignes 1 et 2 sont mises en service le dimanche et les jours fériés jusqu'au 30 août 2009. Le 6 septembre 2009, les lignes D1 et D2 prennent le relais.

### Citibus
À partir du 11 janvier 2010, la communauté d'agglomération de La Narbonnaise étant devenue la communauté d'agglomération du Grand Narbonne, les Transports de l'agglomération narbonnaise sont renommés Citibus. Un nouveau réseau urbain est mis en place. Les lignes circulant le dimanche et les jours fériés ainsi que les lignes suburbaines ne rencontrent pas de modifications.
Le 4 juillet 2011, à la suite de l'adhésion des communes de la Communauté de Communes du Canal du Midi en Sud Minervois à la communauté d'agglomération du Grand Narbonne, les lignes suburbaines 58, 59 et 60 sont associées aux lignes et à la tarification de la communauté d'agglomération du Grand Narbonne.
Le 2 janvier 2012, à la suite de l'adhésion des communes de la Communauté de communes Corbières Méditerranée à la communauté d'agglomération du Grand Narbonne, les lignes inter-villages (Public-bus et Acti-bus), sont associées au réseau de transports en commun et à la tarification de la communauté d'agglomération du Grand Narbonne et à partir du 2 septembre 2012, les lignes suburbaines 14 et 15 sont associées au réseau de transports en commun et à la tarification de la communauté d'agglomération du Grand Narbonne.
Dans le cadre du Plan de Déplacements Urbains du Grand Narbonne, le projet de stratégie globale de mobilité de janvier 2013 prévoit une importante refonte du réseau de transports en commun, par la création de nouvelles lignes, d'un Observatoire des déplacements, de pôles d'échange multimodal, de parkings relais, voire de navettes fluviales et maritimes, afin de favoriser l'intermodalité et la connexion au réseau départemental de bus et aux différentes gares SNCF du Grand Narbonne, notamment avec la mise en place du TER Languedoc-Roussillon à 1 € prévue pour le 5 janvier 2015.
Le 4 janvier 2013, les lignes Acti-Bus et Public-Bus laissent place aux lignes C4 à C6.
Le 8 juillet 2013, à la suite de l'aménagement et de la piétonnisation du centre historique, une ligne urbaine gratuite nommée La Citadine est créée. Elle dessert les différentes stations du centre historique de Narbonne.
En février 2014, Didier Mouly, actuel maire de Narbonne, a évoqué durant sa campagne l'idée d'installer un trolleybus, qui relierait Coursan à Prat-de-Cest, tout en irriguant la ville de Narbonne, ou autre transport en commun en site propre. Toutefois, une révision du Plan de Déplacements Urbains de la ville de Narbonne est prévue, ainsi que la mise en place de plusieurs lignes de bus reliant l'hypercentre de Narbonne à des parkings relais
Dans le cadre du projet de construction de la ligne nouvelle Montpellier - Perpignan et de la gare de Narbonne-Montredon, le Grand Narbonne prévoit une refonte du réseau de transports en commun afin que plusieurs lignes desservent la nouvelle gare et la relient à l'aéroport, la création d'un pôle d'échange multimodal autour de la nouvelle gare, mais aussi la création d'une ligne de transport en commun en site propre qui relierait la gare de Narbonne-Montredon à la gare de Narbonne-Centre.
Le 1er septembre 2016, à la suite du renouvellement du contrat d'exploitation de Citibus par Keolis Narbonne pour une durée de 8 ans, un nouveau réseau urbain et suburbain est mis en place.
Le 19 septembre 2024, le Grand Narbonne désigne le groupe RATP Dev (via sa filiale RATP Dev Grand Narbonne) comme nouvel exploitant du réseau (après 16ans d'exploitation du réseau par Keolis), dans le cadre d'un nouveau contrat de délégation de service public, qui entre en vigueur le 1er janvier 2025, pour une durée de 8ans,.

### Identité visuelle

Logo des Transports Urbains Narbonnais jusqu'au 30 juin 2004
Logo des Transports de l'Agglomération Narbonnaise du 1er juillet 2004 au 1er novembre 2008
Logo des Transports de l'Agglomération Narbonnaise du 1er novembre 2008 au 25 février 2009
Logo des Transports de l'Agglomération Narbonnaise du 26 février 2009 au 10 janvier 2010
Logo de Citibus depuis le 11 janvier 2010

## Réseau actuel
Le réseau est composé de :
- 5 lignes urbaines (lettrées de A à E) ;
- 1 ligne urbaine dominicale (nommée DIM) ;
- 2 Navettes de centre-ville (nommées La Citadine 1 et 2) ;
- 16 lignes périurbaines (numérotées de 6 à 21) ;
- 21 lignes estivales (numérotées de Été 1 à Été 21).

### Lignes urbaines

#### Lignes hebdomadaires (A à E)
| Ligne | Caractéristiques | Caractéristiques                                                | Caractéristiques                                                | Caractéristiques                                                | Caractéristiques                                                | Caractéristiques                                                | Caractéristiques                                                | Caractéristiques                                                | Caractéristiques                                                |
| A     | Narbonne – Bonne Source ⥋ Narbonne – Saint-Jean Saint-Pierre | Narbonne – Bonne Source ⥋ Narbonne – Saint-Jean Saint-Pierre    | Narbonne – Bonne Source ⥋ Narbonne – Saint-Jean Saint-Pierre    | Narbonne – Bonne Source ⥋ Narbonne – Saint-Jean Saint-Pierre    | Narbonne – Bonne Source ⥋ Narbonne – Saint-Jean Saint-Pierre    | Narbonne – Bonne Source ⥋ Narbonne – Saint-Jean Saint-Pierre    | Narbonne – Bonne Source ⥋ Narbonne – Saint-Jean Saint-Pierre    | Narbonne – Bonne Source ⥋ Narbonne – Saint-Jean Saint-Pierre    | Narbonne – Bonne Source ⥋ Narbonne – Saint-Jean Saint-Pierre    |
| ----- | --- | --------------------------------------------------------------- | --------------------------------------------------------------- | --------------------------------------------------------------- | --------------------------------------------------------------- | --------------------------------------------------------------- | --------------------------------------------------------------- | --------------------------------------------------------------- | --------------------------------------------------------------- |
| A     | Ouverture / Fermeture 1er septembre 2016 / — | Longueur —                                                      | Durée 30-35 min                                                 | Nb. d’arrêts 40                                                 | Matériel Standards                                              | Jours de fonctionnement L, Ma, Me, J, V, S                      | Jour / Soir / Nuit / Fêtes O / N / N / N                        | Voy. / an —                                                     | Exploitant RATP Dev Grand Narbonne                              |
| A     | Desserte : - Ville et lieux desservis : Narbonne (Bonne Source, Creissel, Polyclinique, Ecole Pasteur, Louise Michel, Boulevard 1848, Sécurité Sociale, Gare Concordet, Palais de Justice, La Poste, Les Halles, Hôpital, Médiathèque, Stade, Saint-Salvayre, Naïade, Pic de Nore, Saint-Jean Saint-Pierre) - Gare desservie : Narbonne                                                                                           |                                                                 |                                                                 |                                                                 |                                                                 |                                                                 |                                                                 |                                                                 |                                                                 |
| A     | Autre : - Amplitudes horaires et fréquence : - Du Lundi au Samedi : La ligne fonctionne de 6h25 à 20h50, avec un passage toutes les 13 à 16 minutes. - Particularités : - La desserte de certains arrêts ne s'effectue que dans un seul sens. - La desserte de l'arrêt Montesquieu ne se fait qu'à quelques services. |                                                                 |                                                                 |                                                                 |                                                                 |                                                                 |                                                                 |                                                                 |                                                                 |
| A     | Dernière actualisation : 21 juillet 2025 |                                                                 |                                                                 |                                                                 |                                                                 |                                                                 |                                                                 |                                                                 |                                                                 |
| B     | Narbonne – Bonne Source ⥋ Narbonne – Centre Commercial La Coupe | Narbonne – Bonne Source ⥋ Narbonne – Centre Commercial La Coupe | Narbonne – Bonne Source ⥋ Narbonne – Centre Commercial La Coupe | Narbonne – Bonne Source ⥋ Narbonne – Centre Commercial La Coupe | Narbonne – Bonne Source ⥋ Narbonne – Centre Commercial La Coupe | Narbonne – Bonne Source ⥋ Narbonne – Centre Commercial La Coupe | Narbonne – Bonne Source ⥋ Narbonne – Centre Commercial La Coupe | Narbonne – Bonne Source ⥋ Narbonne – Centre Commercial La Coupe | Narbonne – Bonne Source ⥋ Narbonne – Centre Commercial La Coupe |
| B     | Ouverture / Fermeture 1er septembre 2016 / — | Longueur —                                                      | Durée 40 min                                                    | Nb. d’arrêts 39                                                 | Matériel Standards                                              | Jours de fonctionnement L, Ma, Me, J, V, S                      | Jour / Soir / Nuit / Fêtes O / N / N / N                        | Voy. / an —                                                     | Exploitant RATP Dev Grand Narbonne                              |
| B     | Desserte : - Ville et lieux desservis : Narbonne (Bonne Source, Creissel, Polyclinique, Pôle Universitaire, Parc des Sports, Palais de Justice, Gare Concordet, La Poste, Les Halles, Hôpital, Cimetière du Bourg, Espace de Liberté, ZI Plaisance, Chambre des Métiers, Les Hauts de Narbonne, La Corniche, Pech Loubat, Centre Commercial La Coupe) - Gare desservie : Narbonne                                                 |                                                                 |                                                                 |                                                                 |                                                                 |                                                                 |                                                                 |                                                                 |                                                                 |
| B     | Autre : - Amplitudes horaires et fréquence : - Du Lundi au Samedi : La ligne fonctionne de 6h35 à 20h50, avec un passage toutes les 30 à 45 minutes. - Particularités : - La desserte de certains arrêts ne s'effectue que dans un seul sens. |                                                                 |                                                                 |                                                                 |                                                                 |                                                                 |                                                                 |                                                                 |                                                                 |
| B     | Dernière actualisation : 21 juillet 2025 |                                                                 |                                                                 |                                                                 |                                                                 |                                                                 |                                                                 |                                                                 |                                                                 |
| C     | Narbonne – Route de Cuxac ⥋ Narbonne – Pech d'Alcy | Narbonne – Route de Cuxac ⥋ Narbonne – Pech d'Alcy              | Narbonne – Route de Cuxac ⥋ Narbonne – Pech d'Alcy              | Narbonne – Route de Cuxac ⥋ Narbonne – Pech d'Alcy              | Narbonne – Route de Cuxac ⥋ Narbonne – Pech d'Alcy              | Narbonne – Route de Cuxac ⥋ Narbonne – Pech d'Alcy              | Narbonne – Route de Cuxac ⥋ Narbonne – Pech d'Alcy              | Narbonne – Route de Cuxac ⥋ Narbonne – Pech d'Alcy              | Narbonne – Route de Cuxac ⥋ Narbonne – Pech d'Alcy              |
| C     | Ouverture / Fermeture 1er septembre 2016 / — | Longueur —                                                      | Durée 45 min                                                    | Nb. d’arrêts 46                                                 | Matériel Standards                                              | Jours de fonctionnement L, Ma, Me, J, V, S                      | Jour / Soir / Nuit / Fêtes O / N / N / N                        | Voy. / an —                                                     | Exploitant RATP Dev Grand Narbonne                              |
| C     | Desserte : - Ville et lieux desservis : Narbonne (Route de Cuxac, Médiathèque, Passerelle du Gua, Quai d'Alsace, Commerce, Gare Concordet, Palais de Justice, La Poste, Les Halles, Hôpital, Cimetière du Bourg, Espace de Liberté, ZI Plaisance, Forum Sud, Saint-Germain, Cinéma, Marché de Gros, Croix Sud, Route de Perpignan, Centre Commercial La Coupe, Pôle Emploi, Pech Loubat, Pech d'Alcy) - Gare desservie : Narbonne |                                                                 |                                                                 |                                                                 |                                                                 |                                                                 |                                                                 |                                                                 |                                                                 |
| C     | Autre : - Amplitudes horaires et fréquence : - Du Lundi au Samedi : La ligne fonctionne de 6h50 à 20h15, avec un passage toutes les 45 à 50 minutes. - Particularités : - La desserte de certains arrêts ne s'effectue que dans un seul sens. - En direction de Pech d'Alcy, la ligne effectue son premier départ depuis l'arrêt Les Halles.                                                                                      |                                                                 |                                                                 |                                                                 |                                                                 |                                                                 |                                                                 |                                                                 |                                                                 |
| C     | Dernière actualisation : 21 juillet 2025 |                                                                 |                                                                 |                                                                 |                                                                 |                                                                 |                                                                 |                                                                 |                                                                 |
| D     | Narbonne – Montesquieu ⥋ Narbonne – Crabit | Narbonne – Montesquieu ⥋ Narbonne – Crabit                      | Narbonne – Montesquieu ⥋ Narbonne – Crabit                      | Narbonne – Montesquieu ⥋ Narbonne – Crabit                      | Narbonne – Montesquieu ⥋ Narbonne – Crabit                      | Narbonne – Montesquieu ⥋ Narbonne – Crabit                      | Narbonne – Montesquieu ⥋ Narbonne – Crabit                      | Narbonne – Montesquieu ⥋ Narbonne – Crabit                      | Narbonne – Montesquieu ⥋ Narbonne – Crabit                      |
| D     | Ouverture / Fermeture 1er septembre 2016 / — | Longueur —                                                      | Durée 40-50 min                                                 | Nb. d’arrêts 50                                                 | Matériel Midibus                                                | Jours de fonctionnement L, Ma, Me, J, V, S                      | Jour / Soir / Nuit / Fêtes O / N / N / N                        | Voy. / an —                                                     | Exploitant RATP Dev Grand Narbonne                              |
| D     | Desserte : - Ville et lieux desservis : Narbonne (Montesquieu, Razimbaud, OMS, Lilas, Weilheim, Pont de l'Avenir, Île Verte, Passerelle Victor Hugo, Les Halles, La Poste, Palais de Justice, Gare Concordet, Médiathèque, Hôpital, Quai de Lorraine, Chemin de Licune, Route de Saint-Pons, Cimetière de l'Ouest, Saint-Jean La Source, L'Agly, Saint-Augustin, Crabit) - Gare desservie : Narbonne                              |                                                                 |                                                                 |                                                                 |                                                                 |                                                                 |                                                                 |                                                                 |                                                                 |
| D     | Autre : - Amplitudes horaires et fréquence : - Du Lundi au Samedi : La ligne fonctionne de 6h55 à 19h40, avec un passage toutes les 30 à 40 minutes. - Particularités : - La desserte de certaines stations ne s'effectue que dans un seul sens. |                                                                 |                                                                 |                                                                 |                                                                 |                                                                 |                                                                 |                                                                 |                                                                 |
| D     | Dernière actualisation : 21 juillet 2025 |                                                                 |                                                                 |                                                                 |                                                                 |                                                                 |                                                                 |                                                                 |                                                                 |
| E     | Narbonne – Bonne Source ⥋ Narbonne – Réveillon | Narbonne – Bonne Source ⥋ Narbonne – Réveillon                  | Narbonne – Bonne Source ⥋ Narbonne – Réveillon                  | Narbonne – Bonne Source ⥋ Narbonne – Réveillon                  | Narbonne – Bonne Source ⥋ Narbonne – Réveillon                  | Narbonne – Bonne Source ⥋ Narbonne – Réveillon                  | Narbonne – Bonne Source ⥋ Narbonne – Réveillon                  | Narbonne – Bonne Source ⥋ Narbonne – Réveillon                  | Narbonne – Bonne Source ⥋ Narbonne – Réveillon                  |
| E     | Ouverture / Fermeture 1er septembre 2016 / — | Longueur —                                                      | Durée 40-55 min                                                 | Nb. d’arrêts 42                                                 | Matériel Standards                                              | Jours de fonctionnement L, Ma, Me, J, V, S                      | Jour / Soir / Nuit / Fêtes O / N / N / N                        | Voy. / an —                                                     | Exploitant RATP Dev Grand Narbonne                              |
| E     | Desserte : - Ville et lieux desservis : Narbonne (Bonne Source, Creissel, Parc des Expositions, Espace Soleil, Île Verte, Pont de l'Avenir, Passerelle Victor Hugo, Palais de Justice, Gare Concordet, Hôpital, Les Halles, Espace de Liberté, ZI Plaisance, Plaine de jeux, Montplaisir, Clos des Lentisques, Réveillon) - Gare desservie : Narbonne                                                                             |                                                                 |                                                                 |                                                                 |                                                                 |                                                                 |                                                                 |                                                                 |                                                                 |
| E     | Autre : - Amplitudes horaires et fréquence : - Du Lundi au Samedi : La ligne fonctionne de 6h55 à 20h15, avec un passage toutes les 30 à 40 minutes. - Particularités : - La desserte de certains arrêts ne s'effectue que dans un seul sens. - L'arrêt Aire Covoiturage Croix Sud n'est desservi qu' à certaines heures. |                                                                 |                                                                 |                                                                 |                                                                 |                                                                 |                                                                 |                                                                 |                                                                 |
| E     | Dernière actualisation : 21 juillet 2025 |                                                                 |                                                                 |                                                                 |                                                                 |                                                                 |                                                                 |                                                                 |                                                                 |

#### Ligne dominicale
| Ligne | Caractéristiques | Caractéristiques                                        | Caractéristiques                                        | Caractéristiques                                        | Caractéristiques                                        | Caractéristiques                                        | Caractéristiques                                        | Caractéristiques                                        | Caractéristiques                                        |
| DIM   | Narbonne – Saint-Jean Saint-Pierre ⥋ Narbonne – Cinémas | Narbonne – Saint-Jean Saint-Pierre ⥋ Narbonne – Cinémas | Narbonne – Saint-Jean Saint-Pierre ⥋ Narbonne – Cinémas | Narbonne – Saint-Jean Saint-Pierre ⥋ Narbonne – Cinémas | Narbonne – Saint-Jean Saint-Pierre ⥋ Narbonne – Cinémas | Narbonne – Saint-Jean Saint-Pierre ⥋ Narbonne – Cinémas | Narbonne – Saint-Jean Saint-Pierre ⥋ Narbonne – Cinémas | Narbonne – Saint-Jean Saint-Pierre ⥋ Narbonne – Cinémas | Narbonne – Saint-Jean Saint-Pierre ⥋ Narbonne – Cinémas |
| ----- | --- | ------------------------------------------------------- | ------------------------------------------------------- | ------------------------------------------------------- | ------------------------------------------------------- | ------------------------------------------------------- | ------------------------------------------------------- | ------------------------------------------------------- | ------------------------------------------------------- |
| DIM   | Ouverture / Fermeture septembre 2016 / — | Longueur —                                              | Durée 45 min                                            | Nb. d’arrêts 53                                         | Matériel -                                              | Jours de fonctionnement D                               | Jour / Soir / Nuit / Fêtes O / N / N / O                | Voy. / an —                                             | Exploitant RATP Dev Grand Narbonne                      |
| DIM   | Desserte : - Ville et lieux desservis : Narbonne - Gare desservie : Narbonne |                                                         |                                                         |                                                         |                                                         |                                                         |                                                         |                                                         |                                                         |
| DIM   | Autre : - Amplitudes horaires et fréquence : - Le Dimanche et les jours fériés : La ligne circule de 8h30 à 19h45, à raison de 7 allers-retours. - Particularités : - La ligne ne circule que le dimanche, en remplacement des autres lignes régulières. - Certains arrêts ne sont desservis que dans un seul sens. |                                                         |                                                         |                                                         |                                                         |                                                         |                                                         |                                                         |                                                         |
| DIM   | Dernière actualisation : 20 juillet 2025 |                                                         |                                                         |                                                         |                                                         |                                                         |                                                         |                                                         |                                                         |

#### Navettes de centre-ville
| Ligne | Caractéristiques | Caractéristiques                                                                | Caractéristiques                                                                | Caractéristiques                                                                | Caractéristiques                                                                | Caractéristiques                                                                | Caractéristiques                                                                | Caractéristiques                                                                | Caractéristiques                                                                |
| C1    | La Citadine 1 | La Citadine 1                                                                   | La Citadine 1                                                                   | La Citadine 1                                                                   | La Citadine 1                                                                   | La Citadine 1                                                                   | La Citadine 1                                                                   | La Citadine 1                                                                   | La Citadine 1                                                                   |
| C1    | (Circulaire) Narbonne – Jean Jaurès ⥋ via Hôtel de Ville, Théâtre et Les Halles | (Circulaire) Narbonne – Jean Jaurès ⥋ via Hôtel de Ville, Théâtre et Les Halles | (Circulaire) Narbonne – Jean Jaurès ⥋ via Hôtel de Ville, Théâtre et Les Halles | (Circulaire) Narbonne – Jean Jaurès ⥋ via Hôtel de Ville, Théâtre et Les Halles | (Circulaire) Narbonne – Jean Jaurès ⥋ via Hôtel de Ville, Théâtre et Les Halles | (Circulaire) Narbonne – Jean Jaurès ⥋ via Hôtel de Ville, Théâtre et Les Halles | (Circulaire) Narbonne – Jean Jaurès ⥋ via Hôtel de Ville, Théâtre et Les Halles | (Circulaire) Narbonne – Jean Jaurès ⥋ via Hôtel de Ville, Théâtre et Les Halles | (Circulaire) Narbonne – Jean Jaurès ⥋ via Hôtel de Ville, Théâtre et Les Halles |
| ----- | --- | ------------------------------------------------------------------------------- | ------------------------------------------------------------------------------- | ------------------------------------------------------------------------------- | ------------------------------------------------------------------------------- | ------------------------------------------------------------------------------- | ------------------------------------------------------------------------------- | ------------------------------------------------------------------------------- | ------------------------------------------------------------------------------- |
| C1    | Ouverture / Fermeture 8 juillet 2013 / — | Longueur —                                                                      | Durée —                                                                         | Nb. d’arrêts 11                                                                 | Matériel Bolloré Bluebus                                                        | Jours de fonctionnement L, Ma, Me, J, V, S                                      | Jour / Soir / Nuit / Fêtes O / N / N / N                                        | Voy. / an —                                                                     | Exploitant RATP Dev Grand Narbonne                                              |
| C1    | Desserte : - Ville et lieux desservis : Narbonne (Jean Jaurès, Cathédrale, Hôtel de ville, Pont de l'Avenir, Théâtre, Les Halles, 4 Fontaines) |                                                                                 |                                                                                 |                                                                                 |                                                                                 |                                                                                 |                                                                                 |                                                                                 |                                                                                 |
| C1    | Autre : - Amplitudes horaires et fréquence : - Du Lundi au Samedi : La ligne fonctionne de 7h40 à 19h20, avec un passage toutes les 10 minutes. - Particularités : - La ligne est gratuite. - La ligne a pour but de permettre aux automobilistes se garant aux parkings Victor Hugo et Théâtre de rejoindre le centre-ville en moins de 10 minutes. |                                                                                 |                                                                                 |                                                                                 |                                                                                 |                                                                                 |                                                                                 |                                                                                 |                                                                                 |
| C1    | Dernière actualisation : 20 juillet 2025 |                                                                                 |                                                                                 |                                                                                 |                                                                                 |                                                                                 |                                                                                 |                                                                                 |                                                                                 |
| C2    | La Citadine 2 | La Citadine 2                                                                   | La Citadine 2                                                                   | La Citadine 2                                                                   | La Citadine 2                                                                   | La Citadine 2                                                                   | La Citadine 2                                                                   | La Citadine 2                                                                   | La Citadine 2                                                                   |
| C2    | Narbonne – Parking Relais Maraussan ⥋ Narbonne – Parking Relais Carnot |                                                                                 |                                                                                 |                                                                                 |                                                                                 |                                                                                 |                                                                                 |                                                                                 |                                                                                 |
| C2    | Ouverture / Fermeture — / — | Longueur —                                                                      | Durée —                                                                         | Nb. d’arrêts 15                                                                 | Matériel Bolloré Bluebus                                                        | Jours de fonctionnement L, Ma, Me, J, V, S                                      | Jour / Soir / Nuit / Fêtes O / O / N / N                                        | Voy. / an —                                                                     | Exploitant RATP Dev Grand Narbonne                                              |
| C2    | Desserte : - Ville et lieux desservis : Narbonne (Parking Relais Maraussan, Stade Cassayet, Hôpital, Les Halles, La Poste, Palais de Justice, Gare, Parking Relais Carnot) - Gare desservie : Narbonne |                                                                                 |                                                                                 |                                                                                 |                                                                                 |                                                                                 |                                                                                 |                                                                                 |                                                                                 |
| C2    | Autre : - Amplitudes horaires et fréquence : - Du Lundi au Samedi : La ligne fonctionne de 5h30 à 21h30, avec un passage toutes les 15 minutes. - Particularités : - La ligne est gratuite. - La ligne a pour but de permettre aux automobilistes se garant aux parkings Maraussan et Carnot de rejoindre le centre-ville en moins de 15 minutes.    |                                                                                 |                                                                                 |                                                                                 |                                                                                 |                                                                                 |                                                                                 |                                                                                 |                                                                                 |
| C2    | Dernière actualisation : 20 juillet 2025 |                                                                                 |                                                                                 |                                                                                 |                                                                                 |                                                                                 |                                                                                 |                                                                                 |                                                                                 |

### Lignes périurbaines

#### Lignes de 6 à 9
| Ligne | Caractéristiques | Caractéristiques                                                                                             | Caractéristiques                                                                                             | Caractéristiques                                                                                             | Caractéristiques                                                                                             | Caractéristiques                                                                                             | Caractéristiques                                                                                             | Caractéristiques                                                                                             | Caractéristiques                                                                                             |
| 6     | Narbonne – Ferroul ⥋ Fleury-d'Aude – Piscine (Terminus) / Église (Départ) / Saint-Pierre-la-Mer – Paradisier | Narbonne – Ferroul ⥋ Fleury-d'Aude – Piscine (Terminus) / Église (Départ) / Saint-Pierre-la-Mer – Paradisier | Narbonne – Ferroul ⥋ Fleury-d'Aude – Piscine (Terminus) / Église (Départ) / Saint-Pierre-la-Mer – Paradisier | Narbonne – Ferroul ⥋ Fleury-d'Aude – Piscine (Terminus) / Église (Départ) / Saint-Pierre-la-Mer – Paradisier | Narbonne – Ferroul ⥋ Fleury-d'Aude – Piscine (Terminus) / Église (Départ) / Saint-Pierre-la-Mer – Paradisier | Narbonne – Ferroul ⥋ Fleury-d'Aude – Piscine (Terminus) / Église (Départ) / Saint-Pierre-la-Mer – Paradisier | Narbonne – Ferroul ⥋ Fleury-d'Aude – Piscine (Terminus) / Église (Départ) / Saint-Pierre-la-Mer – Paradisier | Narbonne – Ferroul ⥋ Fleury-d'Aude – Piscine (Terminus) / Église (Départ) / Saint-Pierre-la-Mer – Paradisier | Narbonne – Ferroul ⥋ Fleury-d'Aude – Piscine (Terminus) / Église (Départ) / Saint-Pierre-la-Mer – Paradisier |
| ----- | --- | --- | --- | --- | --- | --- | --- | --- | --- |
| 6     | Ouverture / Fermeture 2 novembre 2008 / — | Longueur —                                                                                                   | Durée 25-65 min                                                                                              | Nb. d’arrêts 38                                                                                              | Matériel Autocars                                                                                            | Jours de fonctionnement L, Ma, Me, J, V, S                                                                   | Jour / Soir / Nuit / Fêtes O / N / N / N                                                                     | Voy. / an —                                                                                                  | Exploitant Pays Narbonnais Autocars                                                                          |
| 6     | Desserte : - Villes et lieux desservis : Narbonne (Hôpital, Gare Carnot), Coursan (Supermarché, Hôtel Marie, Ortuno, Stade), Salles-d'Aude (La Motte, Cimetière, Village), Fleury-d'Aude (Cave Coopérative, Église, Giratoire des Cabanes, Piscine), Saint-Pierre-la-Mer (Paradisier, Marché, Pissevache, Les Hauts de Saint-Pierre, Les Romarins) - Gare desservie : Narbonne | | | | | | | | |
| 6     | Autre : - Amplitudes horaires et fréquence : - Du Lundi au Samedi : La ligne fonctionne de 6h55 à 19h40, à raison de 9-10 allers-retours par jours. - Particularités : - Certains arrêts ne sont desservis qu'à certaines heures. - Certaines courses ne sont effectuées que sur réservation. - 1 course sur 2 est origine/terminus Piscine et Église. - Le matin et le soir, 1 course est origine/terminus Stade. | | | | | | | | |
| 6     | Dernière actualisation : 21 juillet 2025 | | | | | | | | |
| 7     | Narbonne – Ferroul ⥋ Ouveillan – Ovilius | Narbonne – Ferroul ⥋ Ouveillan – Ovilius                                                                     | Narbonne – Ferroul ⥋ Ouveillan – Ovilius                                                                     | Narbonne – Ferroul ⥋ Ouveillan – Ovilius                                                                     | Narbonne – Ferroul ⥋ Ouveillan – Ovilius                                                                     | Narbonne – Ferroul ⥋ Ouveillan – Ovilius                                                                     | Narbonne – Ferroul ⥋ Ouveillan – Ovilius                                                                     | Narbonne – Ferroul ⥋ Ouveillan – Ovilius                                                                     | Narbonne – Ferroul ⥋ Ouveillan – Ovilius                                                                     |
| 7     | Ouverture / Fermeture 2 novembre 2008 / — | Longueur —                                                                                                   | Durée 35 min                                                                                                 | Nb. d’arrêts 23                                                                                              | Matériel Autocars                                                                                            | Jours de fonctionnement L, Ma, Me, J, V, S                                                                   | Jour / Soir / Nuit / Fêtes O / N / N / N                                                                     | Voy. / an —                                                                                                  | Exploitant Pays Narbonnais Autocars                                                                          |
| 7     | Desserte : - Villes et lieux desservis : Narbonne (Hôpital, Gare Carnot), Cuxac-d'Aude (Notre Dame, Salengro, François Mitterrand Pôle d'échanges, La Saignée), Ouveillan (Rouquignole, La Poste, Mairie, Ovilius) - Gare desservie : Narbonne | | | | | | | | |
| 7     | Autre : - Amplitudes horaires et fréquence : - Période scolaire, du Lundi au Samedi : La ligne fonctionne de 7h00 à 19h35, à raison de 7-8 allers-retours par jours. - Période de vacances scolaires, du Lundi au Samedi : La ligne fonctionne de 7h00 à 19h35, à raison de 7-8 allers-retours par jours. - Particularités : - Certains arrêts ne sont desservis que dans un seul sens. - Certaines courses ne sont effectuées que sur réservation. - Du Lundi au Samedi, 2 allers-retours sont effectués entre Ferroul et François Mitterrand Pôle d'échanges, permettant d'assurer une correspondance avec la ligne 7Bis, desservant Cuxac-d'Aude. | | | | | | | | |
| 7     | Dernière actualisation : 21 juillet 2025 | | | | | | | | |
| 7Bis  | Cuxac-d'Aude – François Mitterrand Pôle d'échanges ⥋ Cuxac-d'Aude – Garrigots Bois de Fumat | Cuxac-d'Aude – François Mitterrand Pôle d'échanges ⥋ Cuxac-d'Aude – Garrigots Bois de Fumat                  | Cuxac-d'Aude – François Mitterrand Pôle d'échanges ⥋ Cuxac-d'Aude – Garrigots Bois de Fumat                  | Cuxac-d'Aude – François Mitterrand Pôle d'échanges ⥋ Cuxac-d'Aude – Garrigots Bois de Fumat                  | Cuxac-d'Aude – François Mitterrand Pôle d'échanges ⥋ Cuxac-d'Aude – Garrigots Bois de Fumat                  | Cuxac-d'Aude – François Mitterrand Pôle d'échanges ⥋ Cuxac-d'Aude – Garrigots Bois de Fumat                  | Cuxac-d'Aude – François Mitterrand Pôle d'échanges ⥋ Cuxac-d'Aude – Garrigots Bois de Fumat                  | Cuxac-d'Aude – François Mitterrand Pôle d'échanges ⥋ Cuxac-d'Aude – Garrigots Bois de Fumat                  | Cuxac-d'Aude – François Mitterrand Pôle d'échanges ⥋ Cuxac-d'Aude – Garrigots Bois de Fumat                  |
| 7Bis  | Ouverture / Fermeture — / — | Longueur —                                                                                                   | Durée 15-20 min                                                                                              | Nb. d’arrêts 16                                                                                              | Matériel Minibus                                                                                             | Jours de fonctionnement L, Ma, Me, J, V, S                                                                   | Jour / Soir / Nuit / Fêtes O / N / N / N                                                                     | Voy. / an —                                                                                                  | Exploitant Pays Narbonnais Autocars                                                                          |
| 7Bis  | Desserte : - Ville et lieux desservis : Cuxac-d'Aude (Olivettes, Mont Carretou, Bois de Fumat, Garrigots, Mouchaïras) | | | | | | | | |
| 7Bis  | Autre : - Amplitudes horaires et fréquence : - Du Lundi au Samedi : La ligne fonctionne de 6h55 à 18h55, à raison de 2 allers-retours par jours. - Particularités : - Pour rejoindre Narbonne, une correspondance avec la ligne 7 est nécessaire à l'arrêt François Mitterrand Pôle d'échanges. | | | | | | | | |
| 7Bis  | Dernière actualisation : 21 juillet 2025 | | | | | | | | |
| 8     | Narbonne – Ferroul ⥋ Gruissan – Îlot 9 / Saint-Pierre-la-Mer – Acacias | Narbonne – Ferroul ⥋ Gruissan – Îlot 9 / Saint-Pierre-la-Mer – Acacias                                       | Narbonne – Ferroul ⥋ Gruissan – Îlot 9 / Saint-Pierre-la-Mer – Acacias                                       | Narbonne – Ferroul ⥋ Gruissan – Îlot 9 / Saint-Pierre-la-Mer – Acacias                                       | Narbonne – Ferroul ⥋ Gruissan – Îlot 9 / Saint-Pierre-la-Mer – Acacias                                       | Narbonne – Ferroul ⥋ Gruissan – Îlot 9 / Saint-Pierre-la-Mer – Acacias                                       | Narbonne – Ferroul ⥋ Gruissan – Îlot 9 / Saint-Pierre-la-Mer – Acacias                                       | Narbonne – Ferroul ⥋ Gruissan – Îlot 9 / Saint-Pierre-la-Mer – Acacias                                       | Narbonne – Ferroul ⥋ Gruissan – Îlot 9 / Saint-Pierre-la-Mer – Acacias                                       |
| 8     | Ouverture / Fermeture 2 novembre 2008 / — | Longueur —                                                                                                   | Durée 60 min                                                                                                 | Nb. d’arrêts 49                                                                                              | Matériel Autocars                                                                                            | Jours de fonctionnement L, Ma, Me, J, V, S, D                                                                | Jour / Soir / Nuit / Fêtes O / N / N / O                                                                     | Voy. / an —                                                                                                  | Exploitant Pays Narbonnais Autocars                                                                          |
| 8     | Desserte : - Villes et lieux desservis : Narbonne (Hôpital, Gare Concordet, Palais de Justice, Les Halles, Passerelle Victor Hugo, Île Verte, Centre de Tri), Gruissan (Port, Pôle d'échanges Planasse, Rond-point de la Sagne, Port, Maison de la mer, Office du Tourisme, Cave Coopérative, Capitainerie, Avenue d'Occitanie, Gruissan-Plage, Clos des Mouettes, Clos des Palombes, Mateille, Les Ayguades), Narbonne-Plage (Côtes des Roses, Les Garrigues, Office du Tourisme, Théâtre, La Falaise), Saint-Pierre-la-Mer (Boulodrome, Marché, Les Hauts de Saint-Pierre, Acacias) - Gare desservie : Narbonne                                    | | | | | | | | |
| 8     | Autre : - Amplitudes horaires et fréquence : - Du Lundi au Dimanche et jours fériés : La ligne fonctionne de 6h45 à 20h10, à raison de 18-21 allers-retours par jours. - Particularités : - Certains arrêts ne sont desservis que dans un seul sens. - La desserte du centre-ville de Gruissan et de Gruissan-Plage et Port est assurée en correspondance à l'arrêt Pôle d'échange Planasse à Gruissan. - Les arrêts entre Marché et Acacias ne sont pas desservis en période estivale. | | | | | | | | |
| 8     | Dernière actualisation : 21 juillet 2025 | | | | | | | | |
| 9     | Narbonne – Gare Concordet ⥋ Moussan – La Condominette (Départ) / Marcorignan – La Placette (Terminus) | Narbonne – Gare Concordet ⥋ Moussan – La Condominette (Départ) / Marcorignan – La Placette (Terminus)        | Narbonne – Gare Concordet ⥋ Moussan – La Condominette (Départ) / Marcorignan – La Placette (Terminus)        | Narbonne – Gare Concordet ⥋ Moussan – La Condominette (Départ) / Marcorignan – La Placette (Terminus)        | Narbonne – Gare Concordet ⥋ Moussan – La Condominette (Départ) / Marcorignan – La Placette (Terminus)        | Narbonne – Gare Concordet ⥋ Moussan – La Condominette (Départ) / Marcorignan – La Placette (Terminus)        | Narbonne – Gare Concordet ⥋ Moussan – La Condominette (Départ) / Marcorignan – La Placette (Terminus)        | Narbonne – Gare Concordet ⥋ Moussan – La Condominette (Départ) / Marcorignan – La Placette (Terminus)        | Narbonne – Gare Concordet ⥋ Moussan – La Condominette (Départ) / Marcorignan – La Placette (Terminus)        |
| 9     | Ouverture / Fermeture 2 novembre 2008 / — | Longueur —                                                                                                   | Durée 40 min                                                                                                 | Nb. d’arrêts 26                                                                                              | Matériel Autocars                                                                                            | Jours de fonctionnement L, Ma, Me, J, V, S                                                                   | Jour / Soir / Nuit / Fêtes O / N / N / N                                                                     | Voy. / an —                                                                                                  | Exploitant Pays Narbonnais Autocars                                                                          |
| 9     | Desserte : - Villes et lieux desservis : Narbonne (Gare Concordet, Palais de Justice, La Poste, Hôpital, Palais du Travail, Médiathèque, Lamartine, Route de Saint-Pons, Fresquet), Marcorignan (La Placette, Pharmacie, Mairie), Moussan (Les Hortes du Roucan, Jardin Public, La Condominette) - Gare desservie : Narbonne | | | | | | | | |
| 9     | Autre : - Amplitudes horaires et fréquence : - Période scolaire, du Lundi au Samedi : La ligne fonctionne de 7h00 à 19h45, à raison de 4-7 allers-retours par jours. - Période de vacances scolaires, du Lundi au Samedi : La ligne fonctionne de 7h00 à 19h45, à raison de 4-6 allers-retours par jours. - Particularités : - Certains arrêts ne sont desservis que dans un seul sens. - Certaines courses ne sont effectuées que sur réservation. - Certaines courses ne sont effectuées que certains jours précis. | | | | | | | | |
| 9     | Dernière actualisation : 21 juillet 2025 | | | | | | | | |

#### Lignes de 10 à 19
| Ligne | Caractéristiques | Caractéristiques | Caractéristiques | Caractéristiques | Caractéristiques | Caractéristiques | Caractéristiques | Caractéristiques | Caractéristiques |
| 10    | Narbonne – Gare Condorcet / Collège Montesquieu (En période scolaire uniquement) ⥋ Portel-des-Corbières – Tamaroque | Narbonne – Gare Condorcet / Collège Montesquieu (En période scolaire uniquement) ⥋ Portel-des-Corbières – Tamaroque | Narbonne – Gare Condorcet / Collège Montesquieu (En période scolaire uniquement) ⥋ Portel-des-Corbières – Tamaroque | Narbonne – Gare Condorcet / Collège Montesquieu (En période scolaire uniquement) ⥋ Portel-des-Corbières – Tamaroque | Narbonne – Gare Condorcet / Collège Montesquieu (En période scolaire uniquement) ⥋ Portel-des-Corbières – Tamaroque | Narbonne – Gare Condorcet / Collège Montesquieu (En période scolaire uniquement) ⥋ Portel-des-Corbières – Tamaroque | Narbonne – Gare Condorcet / Collège Montesquieu (En période scolaire uniquement) ⥋ Portel-des-Corbières – Tamaroque | Narbonne – Gare Condorcet / Collège Montesquieu (En période scolaire uniquement) ⥋ Portel-des-Corbières – Tamaroque | Narbonne – Gare Condorcet / Collège Montesquieu (En période scolaire uniquement) ⥋ Portel-des-Corbières – Tamaroque |
| ----- | --- | --- | --- | --- | --- | --- | --- | --- | --- |
| 10    | Ouverture / Fermeture 1er septembre 2016 / — | Longueur — | Durée 40 min | Nb. d’arrêts 21 | Matériel Autocars                                                                                                   | Jours de fonctionnement L, Ma, Me, J, V, S                                                                          | Jour / Soir / Nuit / Fêtes O / N / N / N                                                                            | Voy. / an — | Exploitant Pays Narbonnais Autocars                                                                                 |
| 10    | Desserte : - Villes et lieux desservis : Narbonne (Collège Montesquieu, Gare Concordet, Palais de Justice, La Poste, Espace de Liberté, ZI Plaisance), Bages (Lavoir, Parc), Peyriac-de-Mer (Monument aux Morts, Cave Coopérative, ZI Peyriac), Portel-des-Corbières (Coopérative, Tamaroque) - Gare desservie : Narbonne | | | | | | | | |
| 10    | Autre : - Amplitudes horaires et fréquence : - Période scolaire, du Lundi au Samedi : La ligne fonctionne de 7h00 à 18h55, à raison de 7-8 allers-retours par jours. - Période de vacances scolaires, du Lundi au Samedi : La ligne fonctionne de 7h05 à 18h55, à raison de 3-5 allers-retours par jours. - Particularités : - Certains arrêts ne sont desservis que dans un seul sens. - Certaines courses ne fonctionne que certains jours précis. - Certaines courses ne sont assurées que sur réservation. - La ligne est prolongée de Gare Concordet à Collège Montesquieu à certaines heures, en période scolaire uniquement. | | | | | | | | |
| 10    | Dernière actualisation : 20 juillet 2025 | | | | | | | | |
| 11    | Narbonne – Arago (Terminus) / Ferroul (Départ) ⥋ Vinassan – Vieux Chêne | Narbonne – Arago (Terminus) / Ferroul (Départ) ⥋ Vinassan – Vieux Chêne                                             | Narbonne – Arago (Terminus) / Ferroul (Départ) ⥋ Vinassan – Vieux Chêne                                             | Narbonne – Arago (Terminus) / Ferroul (Départ) ⥋ Vinassan – Vieux Chêne                                             | Narbonne – Arago (Terminus) / Ferroul (Départ) ⥋ Vinassan – Vieux Chêne                                             | Narbonne – Arago (Terminus) / Ferroul (Départ) ⥋ Vinassan – Vieux Chêne                                             | Narbonne – Arago (Terminus) / Ferroul (Départ) ⥋ Vinassan – Vieux Chêne                                             | Narbonne – Arago (Terminus) / Ferroul (Départ) ⥋ Vinassan – Vieux Chêne                                             | Narbonne – Arago (Terminus) / Ferroul (Départ) ⥋ Vinassan – Vieux Chêne                                             |
| 11    | Ouverture / Fermeture 2 novembre 2008 / — | Longueur — | Durée 40-45 min | Nb. d’arrêts 25 | Matériel Autocars                                                                                                   | Jours de fonctionnement L, Ma, Me, J, V, S                                                                          | Jour / Soir / Nuit / Fêtes O / N / N / N                                                                            | Voy. / an — | Exploitant Pays Narbonnais Autocars                                                                                 |
| 11    | Desserte : - Villes et lieux desservis : Narbonne (Hôpital, Gare Carnot, Louise Michel, Les Platanes), Armissan (Cazeneuve, La Ricarde, Les Tilleuls), Vinassan (Village, Vieux Chêne) - Gare desservie : Narbonne | | | | | | | | |
| 11    | Autre : - Amplitudes horaires et fréquence : - Période scolaire, du Lundi au Samedi : La ligne fonctionne de 7h00 à 19h45, à raison de 5-7 allers-retours par jours. - Période de vacances scolaires, du Lundi au Samedi : La ligne fonctionne de 7h05 à 19h45, à raison de 5 allers-retours par jours. - Particularités : - Certains arrêts ne sont desservis que dans un seul sens. - Certaines courses ne sont assurées que sur réservation. - Certaines courses ne fonctionne que certains jours précis. | | | | | | | | |
| 11    | Dernière actualisation : 20 juillet 2025 | | | | | | | | |
| 12    | Narbonne – Gare Condorcet ⥋ Montredon-des-Corbières — Technoparc Pech Perry / Raissac-d'Aude — Village | Narbonne – Gare Condorcet ⥋ Montredon-des-Corbières — Technoparc Pech Perry / Raissac-d'Aude — Village              | Narbonne – Gare Condorcet ⥋ Montredon-des-Corbières — Technoparc Pech Perry / Raissac-d'Aude — Village              | Narbonne – Gare Condorcet ⥋ Montredon-des-Corbières — Technoparc Pech Perry / Raissac-d'Aude — Village              | Narbonne – Gare Condorcet ⥋ Montredon-des-Corbières — Technoparc Pech Perry / Raissac-d'Aude — Village              | Narbonne – Gare Condorcet ⥋ Montredon-des-Corbières — Technoparc Pech Perry / Raissac-d'Aude — Village              | Narbonne – Gare Condorcet ⥋ Montredon-des-Corbières — Technoparc Pech Perry / Raissac-d'Aude — Village              | Narbonne – Gare Condorcet ⥋ Montredon-des-Corbières — Technoparc Pech Perry / Raissac-d'Aude — Village              | Narbonne – Gare Condorcet ⥋ Montredon-des-Corbières — Technoparc Pech Perry / Raissac-d'Aude — Village              |
| 12    | Ouverture / Fermeture 2 novembre 2008 / — | Longueur — | Durée 25-45 min | Nb. d’arrêts 23 | Matériel Autocars                                                                                                   | Jours de fonctionnement L, Ma, Me, J, V, S                                                                          | Jour / Soir / Nuit / Fêtes O / N / N / N                                                                            | Voy. / an — | Exploitant Pays Narbonnais Autocars                                                                                 |
| 12    | Desserte : - Villes et lieux desservis : Narbonne (Gare Concordet, Palais de Justice, La Poste, Hôpital, Palais du Travail, Route de Saint-Pons, Saint-Jean-la-Source), Montredon-des-Corbières (Pôle d'échanges Montredon), Névian (Mairie, Cave Coopérative), Villedaigne (Route de Canet), Raissac-d'Aude (Village) - Gare desservie : Narbonne | | | | | | | | |
| 12    | Autre : - Amplitudes horaires et fréquence : - Du Lundi au Samedi : La ligne fonctionne de 6h00 à 20h25, avec un passage toutes les 40 minutes. - Particularités : - Certains arrêts ne sont desservis que dans un seul sens. - Certaines courses ne sont effectuées que sur réservation. - Du Lundi au Samedi, 6 allers-retours sont effectués entre Gare Condorcet et Pôle d'échanges de Montredon-des-Corbières, permettant d'assurer une correspondance avec la ligne 12Bis, desservant Montredon-des-Corbières et Bizanet. | | | | | | | | |
| 12    | Dernière actualisation : 20 juillet 2025 | | | | | | | | |
| 12Bis | Montredon-des-Corbières – Pôle d'échanges de Montredon-des-Corbières ⥋ Bizanet – Cave Coopérative / Névian – École | Montredon-des-Corbières – Pôle d'échanges de Montredon-des-Corbières ⥋ Bizanet – Cave Coopérative / Névian – École  | Montredon-des-Corbières – Pôle d'échanges de Montredon-des-Corbières ⥋ Bizanet – Cave Coopérative / Névian – École  | Montredon-des-Corbières – Pôle d'échanges de Montredon-des-Corbières ⥋ Bizanet – Cave Coopérative / Névian – École  | Montredon-des-Corbières – Pôle d'échanges de Montredon-des-Corbières ⥋ Bizanet – Cave Coopérative / Névian – École  | Montredon-des-Corbières – Pôle d'échanges de Montredon-des-Corbières ⥋ Bizanet – Cave Coopérative / Névian – École  | Montredon-des-Corbières – Pôle d'échanges de Montredon-des-Corbières ⥋ Bizanet – Cave Coopérative / Névian – École  | Montredon-des-Corbières – Pôle d'échanges de Montredon-des-Corbières ⥋ Bizanet – Cave Coopérative / Névian – École  | Montredon-des-Corbières – Pôle d'échanges de Montredon-des-Corbières ⥋ Bizanet – Cave Coopérative / Névian – École  |
| 12Bis | Ouverture / Fermeture — / — | Longueur — | Durée 15-20 min | Nb. d’arrêts 11 | Matériel Minibus | Jours de fonctionnement L, Ma, Me, J, V, S                                                                          | Jour / Soir / Nuit / Fêtes O / N / N / N                                                                            | Voy. / an — | Exploitant Pays Narbonnais Autocars                                                                                 |
| 12Bis | Desserte : - Villes et lieux desservis : Montredon-des-Corbières (Maison des Associations, La Poste, Croix blanche), Bizanet (Cave Coopérative). | | | | | | | | |
| 12Bis | Autre : - Amplitudes horaires et fréquence : - Du Lundi au Samedi : La ligne fonctionne de 7h00 à 19h25, à raison de 10-12 allers-retours par jours. - Particularités : - 1 course sur 2 est origine/terminus École - Certaines courses ne sont effectuées que sur réservation. - Pour rejoindre Narbonne, une correspondance avec la ligne 12 est nécessaire au Pôle d'échanges de Montredon-des-Corbières. | | | | | | | | |
| 12Bis | Dernière actualisation : 20 juillet 2025 | | | | | | | | |
| 13    | Sigean – Collège des Corbières ⥋ Roquefort-des-Corbières – École | Sigean – Collège des Corbières ⥋ Roquefort-des-Corbières – École                                                    | Sigean – Collège des Corbières ⥋ Roquefort-des-Corbières – École                                                    | Sigean – Collège des Corbières ⥋ Roquefort-des-Corbières – École                                                    | Sigean – Collège des Corbières ⥋ Roquefort-des-Corbières – École                                                    | Sigean – Collège des Corbières ⥋ Roquefort-des-Corbières – École                                                    | Sigean – Collège des Corbières ⥋ Roquefort-des-Corbières – École                                                    | Sigean – Collège des Corbières ⥋ Roquefort-des-Corbières – École                                                    | Sigean – Collège des Corbières ⥋ Roquefort-des-Corbières – École                                                    |
| 13    | Ouverture / Fermeture 1er septembre 2016 / — | Longueur — | Durée 15 min | Nb. d’arrêts 5 | Matériel Autocars                                                                                                   | Jours de fonctionnement L, Ma, Me, J, V                                                                             | Jour / Soir / Nuit / Fêtes O / N / N / N                                                                            | Voy. / an — | Exploitant Pays Narbonnais Autocars                                                                                 |
| 13    | Desserte : - Villes et lieux desservis : Sigean (Collège des Corbières, Ville, Croix d'Anglade), Roquefort-des-Corbières (Evangelis, École) | | | | | | | | |
| 13    | Autre : - Amplitudes horaires et fréquence : - Période scolaire, du Lundi au Vendredi : La ligne fonctionne de 6h50 à 19h05, à raison de 5 allers-retours par jours. - Période de vacances scolaires, du Lundi au Vendredi : La ligne fonctionne de 6h50 à 19h05, à raison de 2-4 allers-retours par jours. - Particularités : - Certaines courses ne sont effectuées que sur réservation. - Pour rejoindre Narbonne, une correspondance avec la ligne 15 est nécessaire. | | | | | | | | |
| 13    | Dernière actualisation : 20 juillet 2025 | | | | | | | | |
| 14    | Sigean – Collège des Corbières ⥋ Port-la-Nouvelle – Maison de Santé - Centre Hospitalier | Sigean – Collège des Corbières ⥋ Port-la-Nouvelle – Maison de Santé - Centre Hospitalier                            | Sigean – Collège des Corbières ⥋ Port-la-Nouvelle – Maison de Santé - Centre Hospitalier                            | Sigean – Collège des Corbières ⥋ Port-la-Nouvelle – Maison de Santé - Centre Hospitalier                            | Sigean – Collège des Corbières ⥋ Port-la-Nouvelle – Maison de Santé - Centre Hospitalier                            | Sigean – Collège des Corbières ⥋ Port-la-Nouvelle – Maison de Santé - Centre Hospitalier                            | Sigean – Collège des Corbières ⥋ Port-la-Nouvelle – Maison de Santé - Centre Hospitalier                            | Sigean – Collège des Corbières ⥋ Port-la-Nouvelle – Maison de Santé - Centre Hospitalier                            | Sigean – Collège des Corbières ⥋ Port-la-Nouvelle – Maison de Santé - Centre Hospitalier                            |
| 14    | Ouverture / Fermeture 1er septembre 2016 / — | Longueur — | Durée 40-75 min | Nb. d’arrêts 27 | Matériel Autocars                                                                                                   | Jours de fonctionnement L, Ma, Me, J, V, S                                                                          | Jour / Soir / Nuit / Fêtes O / N / N / N                                                                            | Voy. / an — | Exploitant Pays Narbonnais Autocars                                                                                 |
| 14    | Desserte : - Villes et lieux desservis : Sigean (Collège des Corbières, Les Aspres, Pavillon), Port-la-Nouvelle (Avenue des Mouettes, Gare SNCF, Boulevard du Monument, Front de Mer, Centre Commercial Plage, Boulevard Eschesserieux, Cap Sud, Cap Soleil, Piscine, Ecoles, ZA Grand Canal, Maison de Santé, Centre Hospitalier) - Gare desservie : Port-la-Nouvelle | | | | | | | | |
| 14    | Autre : - Amplitudes horaires et fréquence : - Période scolaire, du Lundi au Samedi : La ligne fonctionne de 6h35 à 19h35, à raison de 7-11 allers-retours par jours. - Période de vacances scolaires, du Lundi au Samedi : La ligne fonctionne de 6h30 à 19h35, à raison de 7-9 allers-retours par jours. - Particularités : - Certains arrêts ne sont desservis que dans un seul sens. - Certaines courses ne sont effectuées que certains jours précis. - Certaines courses ne sont effectuées que sur réservation. - Pour rejoindre Narbonne, la ligne est en correspondance avec la ligne 15 à l'arrêt Collège des Corbières. | | | | | | | | |
| 14    | Dernière actualisation : 20 juillet 2025 | | | | | | | | |
| 15    | Narbonne – Bonne Source ⥋ Sigean – Collège des Corbières / Port-Leucate – Grande Bleue | Narbonne – Bonne Source ⥋ Sigean – Collège des Corbières / Port-Leucate – Grande Bleue                              | Narbonne – Bonne Source ⥋ Sigean – Collège des Corbières / Port-Leucate – Grande Bleue                              | Narbonne – Bonne Source ⥋ Sigean – Collège des Corbières / Port-Leucate – Grande Bleue                              | Narbonne – Bonne Source ⥋ Sigean – Collège des Corbières / Port-Leucate – Grande Bleue                              | Narbonne – Bonne Source ⥋ Sigean – Collège des Corbières / Port-Leucate – Grande Bleue                              | Narbonne – Bonne Source ⥋ Sigean – Collège des Corbières / Port-Leucate – Grande Bleue                              | Narbonne – Bonne Source ⥋ Sigean – Collège des Corbières / Port-Leucate – Grande Bleue                              | Narbonne – Bonne Source ⥋ Sigean – Collège des Corbières / Port-Leucate – Grande Bleue                              |
| 15    | Ouverture / Fermeture 1er septembre 2016 / — | Longueur — | Durée 40-105 min | Nb. d’arrêts 37 | Matériel Autocars                                                                                                   | Jours de fonctionnement L, Ma, Me, J, V, S, D                                                                       | Jour / Soir / Nuit / Fêtes O / N / N / O                                                                            | Voy. / an — | Exploitant Pays Narbonnais Autocars                                                                                 |
| 15    | Desserte : - Villes et lieux desservis : Narbonne, Prat-de-Cest, Sigean, Leucate - Gares desservies : Leucate-La Franqui et Narbonne | | | | | | | | |
| 15    | Autre : - Amplitudes horaires et fréquence : - Du Lundi au Dimanche : La ligne fonctionne de 6h00 à 19h55, à raison de 14-15 allers-retours par jours. - Particularités : - Certains arrêts ne sont desservis que dans un seul sens. - Certaines courses ne sont effectuées que certains jours précis. - 1 course sur 2, la ligne est origine/terminus Gare de Leucate-La Franqui et Collège des Corbières. - La ligne permet une correspondance avec les lignes 13, 14, 17 et 18 à l'arrêt Collège des Corbières. - Elle permet aussi une correspondance avec la ligne 10 du réseau Sankéo de Perpignan Méditerranée Métropole, à l'arrêt Cinéma qui correspond à l'arrêt Thalassa de Sankéo. | | | | | | | | |
| 15    | Dernière actualisation : 20 juillet 2025 | | | | | | | | |
| 16    | Port-la-Nouvelle – La Piscine ⥋ Treilles – Les Remparts | Port-la-Nouvelle – La Piscine ⥋ Treilles – Les Remparts                                                             | Port-la-Nouvelle – La Piscine ⥋ Treilles – Les Remparts                                                             | Port-la-Nouvelle – La Piscine ⥋ Treilles – Les Remparts                                                             | Port-la-Nouvelle – La Piscine ⥋ Treilles – Les Remparts                                                             | Port-la-Nouvelle – La Piscine ⥋ Treilles – Les Remparts                                                             | Port-la-Nouvelle – La Piscine ⥋ Treilles – Les Remparts                                                             | Port-la-Nouvelle – La Piscine ⥋ Treilles – Les Remparts                                                             | Port-la-Nouvelle – La Piscine ⥋ Treilles – Les Remparts                                                             |
| 16    | Ouverture / Fermeture — / — | Longueur — | Durée 40 min | Nb. d’arrêts 11 | Matériel Autocars                                                                                                   | Jours de fonctionnement Ma, V                                                                                       | Jour / Soir / Nuit / Fêtes O / N / N / N                                                                            | Voy. / an — | Exploitant Pays Narbonnais Autocars                                                                                 |
| 16    | Desserte : - Villes et lieux desservis : Port-la-Nouvelle (Piscine, Front de Mer, Boulevard du Monument), La Palme (Stade, Monuments aux morts), Caves (Liberté, Ecole), Treilles (Remparts, République) | | | | | | | | |
| 16    | Autre : - Amplitudes horaires et fréquence : - Les Mardis et Vendredis : La ligne fonctionne de 9h20 à 11h45, à raison de 1 aller-retour. - Particularités : - La ligne ne fonctionne que sur réservation. | | | | | | | | |
| 16    | Dernière actualisation : 20 juillet 2025 | | | | | | | | |
| 17    | Sigean – Collège des Corbières ⥋ Portel-des-Corbières – La Pascuale | Sigean – Collège des Corbières ⥋ Portel-des-Corbières – La Pascuale                                                 | Sigean – Collège des Corbières ⥋ Portel-des-Corbières – La Pascuale                                                 | Sigean – Collège des Corbières ⥋ Portel-des-Corbières – La Pascuale                                                 | Sigean – Collège des Corbières ⥋ Portel-des-Corbières – La Pascuale                                                 | Sigean – Collège des Corbières ⥋ Portel-des-Corbières – La Pascuale                                                 | Sigean – Collège des Corbières ⥋ Portel-des-Corbières – La Pascuale                                                 | Sigean – Collège des Corbières ⥋ Portel-des-Corbières – La Pascuale                                                 | Sigean – Collège des Corbières ⥋ Portel-des-Corbières – La Pascuale                                                 |
| 17    | Ouverture / Fermeture 1er septembre 2016 / — | Longueur — | Durée 15-25 min | Nb. d’arrêts 5 | Matériel Autocars                                                                                                   | Jours de fonctionnement L, Ma, Me, J, V, S                                                                          | Jour / Soir / Nuit / Fêtes O / N / N / N                                                                            | Voy. / an — | Exploitant Pays Narbonnais Autocars                                                                                 |
| 17    | Desserte : - Villes et lieux desservis : Sigean (Collège des Corbières), Portel-des-Corbières (Tamaroque, Coopérative, La Pascuale). | | | | | | | | |
| 17    | Autre : - Amplitudes horaires et fréquence : - Période scolaire, du Lundi au Samedi : La ligne fonctionne de 6h50 à 19h05, à raison de 5 allers-retours par jours. - Période de vacances scolaires, du Lundi au Samedi : La ligne fonctionne de 6h50 à 19h05, à raison de 2-3 allers-retours par jours. - Particularités : - Certaines courses ne sont effectuées que certains jours précis. - En période scolaire, certaines courses sont effectuées uniquement sur réservation. - En période de vacances scolaires, l'ensemble des courses sont effectuées uniquement sur réservation. - La ligne permet une correspondance avec la ligne 15 pour rejoindre Narbonne à l'arrêt Collège des Corbières. | | | | | | | | |
| 17    | Dernière actualisation : 20 juillet 2025 | | | | | | | | |
| 18    | Sigean – Collège des Corbières ⥋ Treilles – Les Remparts | Sigean – Collège des Corbières ⥋ Treilles – Les Remparts                                                            | Sigean – Collège des Corbières ⥋ Treilles – Les Remparts                                                            | Sigean – Collège des Corbières ⥋ Treilles – Les Remparts                                                            | Sigean – Collège des Corbières ⥋ Treilles – Les Remparts                                                            | Sigean – Collège des Corbières ⥋ Treilles – Les Remparts                                                            | Sigean – Collège des Corbières ⥋ Treilles – Les Remparts                                                            | Sigean – Collège des Corbières ⥋ Treilles – Les Remparts                                                            | Sigean – Collège des Corbières ⥋ Treilles – Les Remparts                                                            |
| 18    | Ouverture / Fermeture 1er septembre 2016 / — | Longueur — | Durée 30-35 min | Nb. d’arrêts 8 | Matériel Autocars                                                                                                   | Jours de fonctionnement L, Ma, Me, J, V, S                                                                          | Jour / Soir / Nuit / Fêtes O / N / N / N                                                                            | Voy. / an — | Exploitant Pays Narbonnais Autocars                                                                                 |
| 18    | Desserte : - Villes et lieux desservis : Sigean (Collège des Corbières), La Palme (Les Hauts, Monuments aux Morts, Stade), Caves (Ecole, Liberté), Treilles (République, Remparts) | | | | | | | | |
| 18    | Autre : - Amplitudes horaires et fréquence : - Période scolaire, du Lundi au Samedi : La ligne fonctionne de 6h40 à 19h20, à raison de 7-8 allers-retours par jours. - Période de vacances scolaires, du Lundi au Samedi : La ligne fonctionne de 6h35 à 19h20, à raison de 4 allers-retours par jours. - Particularités : - Certains services ne circulent que sur réservation. - L'arrêt Les Hauts de La Palme, n'est desservi que 3 fois par jours en période scolaire. - L'arrêt Les Hauts de La Palme est parfois desservi par un service spécial de la ligne, en correspondance à l'arrêt Monuments aux Morts - Pôle d'échange à La Palme. - La ligne permet une correspondance avec la ligne 15 pour rejoindre Narbonne à l'arrêt Collège des Corbières. | | | | | | | | |
| 18    | Dernière actualisation : 20 juillet 2025 | | | | | | | | |
| 19    | Narbonne – Ferroul (Terminus) / Gare Routière (Départ) ⥋ Mailhac – Salle des Fêtes | Narbonne – Ferroul (Terminus) / Gare Routière (Départ) ⥋ Mailhac – Salle des Fêtes                                  | Narbonne – Ferroul (Terminus) / Gare Routière (Départ) ⥋ Mailhac – Salle des Fêtes                                  | Narbonne – Ferroul (Terminus) / Gare Routière (Départ) ⥋ Mailhac – Salle des Fêtes                                  | Narbonne – Ferroul (Terminus) / Gare Routière (Départ) ⥋ Mailhac – Salle des Fêtes                                  | Narbonne – Ferroul (Terminus) / Gare Routière (Départ) ⥋ Mailhac – Salle des Fêtes                                  | Narbonne – Ferroul (Terminus) / Gare Routière (Départ) ⥋ Mailhac – Salle des Fêtes                                  | Narbonne – Ferroul (Terminus) / Gare Routière (Départ) ⥋ Mailhac – Salle des Fêtes                                  | Narbonne – Ferroul (Terminus) / Gare Routière (Départ) ⥋ Mailhac – Salle des Fêtes                                  |
| 19    | Ouverture / Fermeture 1er septembre 2016 / — | Longueur — | Durée 40-95 min | Nb. d’arrêts 23 | Matériel Autocars                                                                                                   | Jours de fonctionnement L, Ma, Me, J, V, S                                                                          | Jour / Soir / Nuit / Fêtes O / N / N / N                                                                            | Voy. / an — | Exploitant Pays Narbonnais Autocars                                                                                 |
| 19    | Desserte : - Villes et lieux desservis : Narbonne (Les Halles, La Poste, Palais de Justice, Louise Michel, Gare Condorcet, Les Amarats Pôle d'échanges), Saint-Marcel-sur-Aude (Eglise), Saint-Nazaire-d'Aude (Collège Marcelin Albert, Place du Village, Stade), Ventenac-en-Minervois (Halte de Plaisance), Sainte-Valière (La Soulette), Pouzols-Minervois (Cave Coopérative, Place du Monument, Lotissement Le Pech), Mailhac (Salle des Fêtes) - Gare desservie : Narbonne | | | | | | | | |
| 19    | Autre : - Amplitudes horaires et fréquence : - Période scolaire, du Lundi au Samedi : La ligne fonctionne de 6h35 à 20h10, à raison de 8 allers-retours par jours. - Période de vacances scolaires, du Lundi au Samedi : La ligne fonctionne de 6h55 à 20h10, à raison de 8 allers-retours par jours. - Particularités : - Certains arrêts ne sont desservis que dans un seul sens. - Certaines courses ne sont effectuées que sur réservation. - Certaines courses ne sont effectuées que certains jours précis. - Le Samedi, en période scolaire, en direction de Ferroul, et en période de vacances scolaires, en direction de Salle des Fêtes, un changement est obligatoire à l'arrêt Halte de Plaisance - Dans le sens Narbonne ↔ Mailhac, pour rejoindre la ligne depuis le centre de Narbonne, une correspondance à l'arrêt Les Amarts Pôle d'échanges avec la ligne 20 ou 21 est obligatoire. | | | | | | | | |
| 19    | Dernière actualisation : 20 juillet 2025 | | | | | | | | |

#### Lignes de 20 à 29
| Ligne | Caractéristiques | Caractéristiques                                                                               | Caractéristiques                                                                               | Caractéristiques                                                                               | Caractéristiques                                                                               | Caractéristiques                                                                               | Caractéristiques                                                                               | Caractéristiques                                                                               | Caractéristiques                                                                               |
| 20    | Narbonne – Ferroul ⥋ Argeliers – ZA Mangefer | Narbonne – Ferroul ⥋ Argeliers – ZA Mangefer                                                   | Narbonne – Ferroul ⥋ Argeliers – ZA Mangefer                                                   | Narbonne – Ferroul ⥋ Argeliers – ZA Mangefer                                                   | Narbonne – Ferroul ⥋ Argeliers – ZA Mangefer                                                   | Narbonne – Ferroul ⥋ Argeliers – ZA Mangefer                                                   | Narbonne – Ferroul ⥋ Argeliers – ZA Mangefer                                                   | Narbonne – Ferroul ⥋ Argeliers – ZA Mangefer                                                   | Narbonne – Ferroul ⥋ Argeliers – ZA Mangefer                                                   |
| ----- | --- | ---------------------------------------------------------------------------------------------- | ---------------------------------------------------------------------------------------------- | ---------------------------------------------------------------------------------------------- | ---------------------------------------------------------------------------------------------- | ---------------------------------------------------------------------------------------------- | ---------------------------------------------------------------------------------------------- | ---------------------------------------------------------------------------------------------- | ---------------------------------------------------------------------------------------------- |
| 20    | Ouverture / Fermeture 1er septembre 2016 / — | Longueur —                                                                                     | Durée 50-70 min                                                                                | Nb. d’arrêts 23                                                                                | Matériel Autocars                                                                              | Jours de fonctionnement L, Ma, Me, J, V, S                                                     | Jour / Soir / Nuit / Fêtes O / N / N / N                                                       | Voy. / an —                                                                                    | Exploitant Pays Narbonnais Autocars                                                            |
| 20    | Desserte : - Villes et lieux desservis : Narbonne (Montesquieu, La Poste, Palais de Justice, Gare Concordet), Saint-Nazaire-d'Aude (Collège Marcelin Albert), Sallèles-d'Aude (Stade, Place de la République), Mirepeisset (Monument aux Morts, Le Pont), Argeliers (Patte d'oie, Stade, Chemin de la Caune, ZA Mangefer) - Gare desservie : Narbonne |                                                                                                |                                                                                                |                                                                                                |                                                                                                |                                                                                                |                                                                                                |                                                                                                |                                                                                                |
| 20    | Autre : - Amplitudes horaires et fréquence : - Période scolaire, du Lundi au Samedi : La ligne fonctionne de 6h40 à 20h15, à raison de 6-7 allers-retours par jours. - Période de vacances scolaires, du Lundi au Samedi : La ligne fonctionne de 6h55 à 20h15, à raison de 4-6 allers-retours par jours. - Particularités : - Certains arrêts ne sont desservis que dans un seul sens. - Certaines courses ne sont effectuées que sur réservation. - Les arrêts Lycée Lacroix et Collège Montesquieu ne sont desservis qu'en période scolaire.           |                                                                                                |                                                                                                |                                                                                                |                                                                                                |                                                                                                |                                                                                                |                                                                                                |                                                                                                |
| 20    | Dernière actualisation : 20 juillet 2025 |                                                                                                |                                                                                                |                                                                                                |                                                                                                |                                                                                                |                                                                                                |                                                                                                |                                                                                                |
| 21    | Narbonne – Montesquieu ⥋ Bize-Minervois – Cabezac (Terminus) / Terrasses des Fournies (Départ) | Narbonne – Montesquieu ⥋ Bize-Minervois – Cabezac (Terminus) / Terrasses des Fournies (Départ) | Narbonne – Montesquieu ⥋ Bize-Minervois – Cabezac (Terminus) / Terrasses des Fournies (Départ) | Narbonne – Montesquieu ⥋ Bize-Minervois – Cabezac (Terminus) / Terrasses des Fournies (Départ) | Narbonne – Montesquieu ⥋ Bize-Minervois – Cabezac (Terminus) / Terrasses des Fournies (Départ) | Narbonne – Montesquieu ⥋ Bize-Minervois – Cabezac (Terminus) / Terrasses des Fournies (Départ) | Narbonne – Montesquieu ⥋ Bize-Minervois – Cabezac (Terminus) / Terrasses des Fournies (Départ) | Narbonne – Montesquieu ⥋ Bize-Minervois – Cabezac (Terminus) / Terrasses des Fournies (Départ) | Narbonne – Montesquieu ⥋ Bize-Minervois – Cabezac (Terminus) / Terrasses des Fournies (Départ) |
| 21    | Ouverture / Fermeture 1er septembre 2011 / — | Longueur —                                                                                     | Durée 50-65 min                                                                                | Nb. d’arrêts 20                                                                                | Matériel Autocars                                                                              | Jours de fonctionnement L, Ma, Me, J, V, S                                                     | Jour / Soir / Nuit / Fêtes O / N / N / N                                                       | Voy. / an —                                                                                    | Exploitant Pays Narbonnais Autocars                                                            |
| 21    | Desserte : - Villes et lieux desservis : Narbonne (Lycée Lacroix, Les Halles, La Poste, Palais de Justice, Montesquieu, Gare Concordet), Saint-Marcel-sur-Aude (Place du Languedoc, Cité des Treilles), Le Somail (Lotissement, Salle Polyvalente), Ginestas (Les Gariigues, Mairie), Bize-Minervois (Cabezac, Route de Mailhac, Terrasses des Fournies) - Gare desservie : Narbonne |                                                                                                |                                                                                                |                                                                                                |                                                                                                |                                                                                                |                                                                                                |                                                                                                |                                                                                                |
| 21    | Autre : - Amplitudes horaires et fréquence : - Période scolaire, du Lundi au Samedi : La ligne fonctionne de 6h40 à 20h20, à raison de 6 allers-retours par jours. - Période de vacances scolaires, du Lundi au Samedi : La ligne fonctionne de 7h05 à 20h20, à raison de 4-6 allers-retours par jours. - Particularités : - Certains arrêts ne sont desservis que dans un seul sens. - Certaines courses ne sont effectuées que sur réservation. - En période de vacances scolaires, en direction de Narbonne, la ligne effectue son terminus à Ferroul. |                                                                                                |                                                                                                |                                                                                                |                                                                                                |                                                                                                |                                                                                                |                                                                                                |                                                                                                |
| 21    | Dernière actualisation : 20 juillet 2025 |                                                                                                |                                                                                                |                                                                                                |                                                                                                |                                                                                                |                                                                                                |                                                                                                |                                                                                                |

### Lignes estivales
Durant l'été, les lignes périurbaines sont remplacées par les lignes estivales.

#### Lignes de Été 1 à Été 9
| Ligne    | Caractéristiques | Caractéristiques                                                                                      | Caractéristiques                                                                                      | Caractéristiques                                                                                      | Caractéristiques                                                                                      | Caractéristiques                                                                                      | Caractéristiques                                                                                      | Caractéristiques                                                                                      | Caractéristiques                                                                                      |
| Été 1    | Portel-des-Corbières – La Pascuale ⥋ Port-la-Nouvelle – Piscine | Portel-des-Corbières – La Pascuale ⥋ Port-la-Nouvelle – Piscine                                       | Portel-des-Corbières – La Pascuale ⥋ Port-la-Nouvelle – Piscine                                       | Portel-des-Corbières – La Pascuale ⥋ Port-la-Nouvelle – Piscine                                       | Portel-des-Corbières – La Pascuale ⥋ Port-la-Nouvelle – Piscine                                       | Portel-des-Corbières – La Pascuale ⥋ Port-la-Nouvelle – Piscine                                       | Portel-des-Corbières – La Pascuale ⥋ Port-la-Nouvelle – Piscine                                       | Portel-des-Corbières – La Pascuale ⥋ Port-la-Nouvelle – Piscine                                       | Portel-des-Corbières – La Pascuale ⥋ Port-la-Nouvelle – Piscine                                       |
| -------- | --- | --- | --- | --- | --- | --- | --- | --- | --- |
| Été 1    | Ouverture / Fermeture — / — | Longueur —                                                                                            | Durée 35-40 min                                                                                       | Nb. d’arrêts 14                                                                                       | Matériel Autocars                                                                                     | Jours de fonctionnement L, Ma, Me, J, V, S, D                                                         | Jour / Soir / Nuit / Fêtes O / N / N / O                                                              | Voy. / an —                                                                                           | Exploitant Pays Narbonnais Autocars                                                                   |
| Été 1    | Desserte : - Villes et lieux desservis : Portel-des-Corbières (Coopérative, Aire de Repos), Sigean (La Croix d'Anglade, Pierre de Coubertin), Port-la-Nouvelle (Gare SNCF, Boulevard du Monument, Front de Mer, Piscine Municipale) - Gare desservie : Port-la-Nouvelle | | | | | | | | |
| Été 1    | Autre : - Amplitudes horaires et fréquence : - Du Lundi au Samedi : La ligne fonctionne de 7h45 à 19h05, à raison de 4 allers-retours par jours. - Les Dimanches et jours fériés : La ligne fonctionne de 12h30 à 18h20, à raison de 1 aller-retour. | | | | | | | | |
| Été 1    | Dernière actualisation : 21 juillet 2025 | | | | | | | | |
| Été 2    | Roquefort-des-Corbières – École ⥋ Port-la-Nouvelle – Front de Mer | Roquefort-des-Corbières – École ⥋ Port-la-Nouvelle – Front de Mer                                     | Roquefort-des-Corbières – École ⥋ Port-la-Nouvelle – Front de Mer                                     | Roquefort-des-Corbières – École ⥋ Port-la-Nouvelle – Front de Mer                                     | Roquefort-des-Corbières – École ⥋ Port-la-Nouvelle – Front de Mer                                     | Roquefort-des-Corbières – École ⥋ Port-la-Nouvelle – Front de Mer                                     | Roquefort-des-Corbières – École ⥋ Port-la-Nouvelle – Front de Mer                                     | Roquefort-des-Corbières – École ⥋ Port-la-Nouvelle – Front de Mer                                     | Roquefort-des-Corbières – École ⥋ Port-la-Nouvelle – Front de Mer                                     |
| Été 2    | Ouverture / Fermeture — / — | Longueur —                                                                                            | Durée 30 min                                                                                          | Nb. d’arrêts 11                                                                                       | Matériel Autocars                                                                                     | Jours de fonctionnement L, Ma, Me, J, V, S, D                                                         | Jour / Soir / Nuit / Fêtes O / N / N / O                                                              | Voy. / an —                                                                                           | Exploitant Pays Narbonnais Autocars                                                                   |
| Été 2    | Desserte : - Villes et lieux desservis : Roquefort-des-Corbières, La Palme, Port-la-Nouvelle. | | | | | | | | |
| Été 2    | Autre : - Amplitudes horaires et fréquence : - Du Lundi au Samedi : La ligne fonctionne de 7h20 à 19h30, à raison de 4 allers-retours par jours. - Les Dimanches et jours fériés : La ligne fonctionne de 13h35 à 19h30, à raison de 1 aller-retour. | | | | | | | | |
| Été 2    | Dernière actualisation : 21 juillet 2025 | | | | | | | | |
| Été 3    | Saint-Pierre-la-Mer – Paradisier ⥋ Gruissan – Îlot 9 | Saint-Pierre-la-Mer – Paradisier ⥋ Gruissan – Îlot 9                                                  | Saint-Pierre-la-Mer – Paradisier ⥋ Gruissan – Îlot 9                                                  | Saint-Pierre-la-Mer – Paradisier ⥋ Gruissan – Îlot 9                                                  | Saint-Pierre-la-Mer – Paradisier ⥋ Gruissan – Îlot 9                                                  | Saint-Pierre-la-Mer – Paradisier ⥋ Gruissan – Îlot 9                                                  | Saint-Pierre-la-Mer – Paradisier ⥋ Gruissan – Îlot 9                                                  | Saint-Pierre-la-Mer – Paradisier ⥋ Gruissan – Îlot 9                                                  | Saint-Pierre-la-Mer – Paradisier ⥋ Gruissan – Îlot 9                                                  |
| Été 3    | Ouverture / Fermeture — / — | Longueur —                                                                                            | Durée 40-45 min                                                                                       | Nb. d’arrêts 25                                                                                       | Matériel Autocars                                                                                     | Jours de fonctionnement L, Ma, Me, J, V, S, D                                                         | Jour / Soir / Nuit / Fêtes O / N / N / O                                                              | Voy. / an —                                                                                           | Exploitant Pays Narbonnais Autocars                                                                   |
| Été 3    | Desserte : - Villes et lieux desservis : Saint-Pierre-la-Mer (Boulodrome), Narbonne (Narbonne-Plage, La Falaise, Théâtre, Office du Tourisme, Les Garrigues, Côtes des Roses), Gruissan (Les Ayguades, Mateille, Port de Gruissan, Village, Gruissan-Plage, Plage des Chalets) | | | | | | | | |
| Été 3    | Autre : - Amplitudes horaires et fréquence : - Du Lundi au Dimanche et jours fériés : La ligne fonctionne de 9h00 à 20h10, à raison de 11 allers-retours par jours. | | | | | | | | |
| Été 3    | Dernière actualisation : 21 juillet 2025 | | | | | | | | |
| Été 4    | Narbonne-Plage – Paradisier ⥋ Narbonne – Gare Routière (Départ) / La Poste (Terminus) | Narbonne-Plage – Paradisier ⥋ Narbonne – Gare Routière (Départ) / La Poste (Terminus)                 | Narbonne-Plage – Paradisier ⥋ Narbonne – Gare Routière (Départ) / La Poste (Terminus)                 | Narbonne-Plage – Paradisier ⥋ Narbonne – Gare Routière (Départ) / La Poste (Terminus)                 | Narbonne-Plage – Paradisier ⥋ Narbonne – Gare Routière (Départ) / La Poste (Terminus)                 | Narbonne-Plage – Paradisier ⥋ Narbonne – Gare Routière (Départ) / La Poste (Terminus)                 | Narbonne-Plage – Paradisier ⥋ Narbonne – Gare Routière (Départ) / La Poste (Terminus)                 | Narbonne-Plage – Paradisier ⥋ Narbonne – Gare Routière (Départ) / La Poste (Terminus)                 | Narbonne-Plage – Paradisier ⥋ Narbonne – Gare Routière (Départ) / La Poste (Terminus)                 |
| Été 4    | Ouverture / Fermeture — / — | Longueur —                                                                                            | Durée 50 min                                                                                          | Nb. d’arrêts 32                                                                                       | Matériel Autocars                                                                                     | Jours de fonctionnement L, Ma, Me, J, V, S, D                                                         | Jour / Soir / Nuit / Fêtes O / N / N / O                                                              | Voy. / an —                                                                                           | Exploitant Pays Narbonnais Autocars                                                                   |
| Été 4    | Desserte : - Villes et lieux desservis : Narbonne-Plage, Gruissan (Les Ayguades, Mateille), Narbonne (Centre Commercial, Espace Soleil, Pont de l'Avenir, Halles de Narbonne, Hôpital, Palais de Justice, Poste) - Gare desservie : Narbonne | | | | | | | | |
| Été 4    | Autre : - Amplitudes horaires et fréquence : - Du Lundi au Samedi : La ligne fonctionne de 7h05 à 20h55, à raison de 11-12 allers-retours par jours. - Les Dimanches et jours fériés : La ligne fonctionne de 7h55 à 20h15, à raison de 8 allers-retours. | | | | | | | | |
| Été 4    | Dernière actualisation : 21 juillet 2025 | | | | | | | | |
| Été 5    | Vinassan – Vieux Chêne ⥋ Narbonne-Plage – Les Karantes | Vinassan – Vieux Chêne ⥋ Narbonne-Plage – Les Karantes                                                | Vinassan – Vieux Chêne ⥋ Narbonne-Plage – Les Karantes                                                | Vinassan – Vieux Chêne ⥋ Narbonne-Plage – Les Karantes                                                | Vinassan – Vieux Chêne ⥋ Narbonne-Plage – Les Karantes                                                | Vinassan – Vieux Chêne ⥋ Narbonne-Plage – Les Karantes                                                | Vinassan – Vieux Chêne ⥋ Narbonne-Plage – Les Karantes                                                | Vinassan – Vieux Chêne ⥋ Narbonne-Plage – Les Karantes                                                | Vinassan – Vieux Chêne ⥋ Narbonne-Plage – Les Karantes                                                |
| Été 5    | Ouverture / Fermeture — / — | Longueur —                                                                                            | Durée 30 min                                                                                          | Nb. d’arrêts 12                                                                                       | Matériel Autocars                                                                                     | Jours de fonctionnement L, Ma, Me, J, V, S, D                                                         | Jour / Soir / Nuit / Fêtes O / N / N / O                                                              | Voy. / an —                                                                                           | Exploitant Pays Narbonnais Autocars                                                                   |
| Été 5    | Desserte : - Villes et lieux desservis : Vinassan, Armissan, Narbonne (Narbonne-Plage) | | | | | | | | |
| Été 5    | Autre : - Amplitudes horaires et fréquence : - Du Lundi au Dimanche et jours fériés : La ligne fonctionne de 13h45 à 19h00, à raison de 1 aller-retour par jours. - Particularités : - La ligne fonctionne uniquement sur réservation. | | | | | | | | |
| Été 5    | Dernière actualisation : 21 juillet 2025 | | | | | | | | |
| Été 6    | Saint-Pierre-la-Mer – Paradisier ⥋ Narbonne – Gare Routière (Terminus) / Ferroul (Départ) | Saint-Pierre-la-Mer – Paradisier ⥋ Narbonne – Gare Routière (Terminus) / Ferroul (Départ)             | Saint-Pierre-la-Mer – Paradisier ⥋ Narbonne – Gare Routière (Terminus) / Ferroul (Départ)             | Saint-Pierre-la-Mer – Paradisier ⥋ Narbonne – Gare Routière (Terminus) / Ferroul (Départ)             | Saint-Pierre-la-Mer – Paradisier ⥋ Narbonne – Gare Routière (Terminus) / Ferroul (Départ)             | Saint-Pierre-la-Mer – Paradisier ⥋ Narbonne – Gare Routière (Terminus) / Ferroul (Départ)             | Saint-Pierre-la-Mer – Paradisier ⥋ Narbonne – Gare Routière (Terminus) / Ferroul (Départ)             | Saint-Pierre-la-Mer – Paradisier ⥋ Narbonne – Gare Routière (Terminus) / Ferroul (Départ)             | Saint-Pierre-la-Mer – Paradisier ⥋ Narbonne – Gare Routière (Terminus) / Ferroul (Départ)             |
| Été 6    | Ouverture / Fermeture — / — | Longueur —                                                                                            | Durée 30-65 min                                                                                       | Nb. d’arrêts 34                                                                                       | Matériel Autocars                                                                                     | Jours de fonctionnement L, Ma, Me, J, V, S, D                                                         | Jour / Soir / Nuit / Fêtes O / N / N / O                                                              | Voy. / an —                                                                                           | Exploitant Pays Narbonnais Autocars                                                                   |
| Été 6    | Desserte : - Villes et lieux desservis : Saint-Pierre-la-Mer, Fleury, Salles-d'Aude, Coursan, Narbonne (Hôpital, Halles de Narbonne) - Gare desservie : Narbonne | | | | | | | | |
| Été 6    | Autre : - Amplitudes horaires et fréquence : - Du Lundi au Samedi : La ligne fonctionne de 6h55 à 21h00, à raison de 12-13 allers-retours par jours. - Les Dimanches et jours fériés : La ligne fonctionne de 7h50 à 20h25, à raison de 7-8 allers-retours. - Particularités : - Du Lundi au Samedi, la ligne effectue 1 aller-retour entre Narbonne et Stade. | | | | | | | | |
| Été 6    | Dernière actualisation : 21 juillet 2025 | | | | | | | | |
| Été 7    | Narbonne – Ferroul ⥋ Ouveillan – Ovilius | Narbonne – Ferroul ⥋ Ouveillan – Ovilius                                                              | Narbonne – Ferroul ⥋ Ouveillan – Ovilius                                                              | Narbonne – Ferroul ⥋ Ouveillan – Ovilius                                                              | Narbonne – Ferroul ⥋ Ouveillan – Ovilius                                                              | Narbonne – Ferroul ⥋ Ouveillan – Ovilius                                                              | Narbonne – Ferroul ⥋ Ouveillan – Ovilius                                                              | Narbonne – Ferroul ⥋ Ouveillan – Ovilius                                                              | Narbonne – Ferroul ⥋ Ouveillan – Ovilius                                                              |
| Été 7    | Ouverture / Fermeture — / — | Longueur —                                                                                            | Durée 45 min                                                                                          | Nb. d’arrêts 24                                                                                       | Matériel Autocars                                                                                     | Jours de fonctionnement L, Ma, Me, J, V, S, D                                                         | Jour / Soir / Nuit / Fêtes O / N / N / O                                                              | Voy. / an —                                                                                           | Exploitant Pays Narbonnais Autocars                                                                   |
| Été 7    | Desserte : - Villes et lieux desservis : Narbonne, Cuxac-d'Aude, Ouveillan - Gare desservie : Narbonne | | | | | | | | |
| Été 7    | Autre : - Amplitudes horaires et fréquence : - Du Lundi au Samedi : La ligne fonctionne de 7h00 à 19h40, à raison de 5-7 allers-retours par jours. - Les Dimanches et jours fériés : La ligne fonctionne de 13h00 à 19h40, à raison de 2 allers-retours. - Particularités : - Certains arrêts ne sont desservis que dans un seul sens. - Certaines courses ne sont effectuées que sur réservation. - Du Lundi au Dimanche et jours fériés, 2 allers-retours sont effectués entre Ferroul et François Mitterrand Pôle d'échanges, permettant d'assurer une correspondance avec la ligne Été 7Bis, desservant Cuxac-d'Aude. | | | | | | | | |
| Été 7    | Dernière actualisation : 21 juillet 2025 | | | | | | | | |
| Été 7Bis | Cuxac-d'Aude – François Mitterrand Pôle d'échanges ⥋ Cuxac-d'Aude – Garrigots Bois de Fumat | Cuxac-d'Aude – François Mitterrand Pôle d'échanges ⥋ Cuxac-d'Aude – Garrigots Bois de Fumat           | Cuxac-d'Aude – François Mitterrand Pôle d'échanges ⥋ Cuxac-d'Aude – Garrigots Bois de Fumat           | Cuxac-d'Aude – François Mitterrand Pôle d'échanges ⥋ Cuxac-d'Aude – Garrigots Bois de Fumat           | Cuxac-d'Aude – François Mitterrand Pôle d'échanges ⥋ Cuxac-d'Aude – Garrigots Bois de Fumat           | Cuxac-d'Aude – François Mitterrand Pôle d'échanges ⥋ Cuxac-d'Aude – Garrigots Bois de Fumat           | Cuxac-d'Aude – François Mitterrand Pôle d'échanges ⥋ Cuxac-d'Aude – Garrigots Bois de Fumat           | Cuxac-d'Aude – François Mitterrand Pôle d'échanges ⥋ Cuxac-d'Aude – Garrigots Bois de Fumat           | Cuxac-d'Aude – François Mitterrand Pôle d'échanges ⥋ Cuxac-d'Aude – Garrigots Bois de Fumat           |
| Été 7Bis | Ouverture / Fermeture — / — | Longueur —                                                                                            | Durée 30 min                                                                                          | Nb. d’arrêts 15                                                                                       | Matériel Minibus                                                                                      | Jours de fonctionnement L, Ma, Me, J, V, S, D                                                         | Jour / Soir / Nuit / Fêtes O / N / N / O                                                              | Voy. / an —                                                                                           | Exploitant Pays Narbonnais Autocars                                                                   |
| Été 7Bis | Desserte : - Ville et lieux desservis : Cuxac-d'Aude (Olivettes, Mont Carretou, Bois de Fumat, Garrigots, Mouchaïras) | | | | | | | | |
| Été 7Bis | Autre : - Amplitudes horaires et fréquence : - Du Lundi au Dimanche et jours fériés : La ligne fonctionne de 6h50 à 19h40, à raison de 1-2 allers-retours par jours. - Particularités : - Pour rejoindre Narbonne, une correspondance avec la ligne Été 7 est nécessaire à l'arrêt François Mitterrand Pôle d'échanges. | | | | | | | | |
| Été 7Bis | Dernière actualisation : 21 juillet 2025 | | | | | | | | |
| Été 8    | Narbonne – Gare Routière (Départ) / La Poste (Terminus) ⥋ Gruissan – Îlot 9 | Narbonne – Gare Routière (Départ) / La Poste (Terminus) ⥋ Gruissan – Îlot 9                           | Narbonne – Gare Routière (Départ) / La Poste (Terminus) ⥋ Gruissan – Îlot 9                           | Narbonne – Gare Routière (Départ) / La Poste (Terminus) ⥋ Gruissan – Îlot 9                           | Narbonne – Gare Routière (Départ) / La Poste (Terminus) ⥋ Gruissan – Îlot 9                           | Narbonne – Gare Routière (Départ) / La Poste (Terminus) ⥋ Gruissan – Îlot 9                           | Narbonne – Gare Routière (Départ) / La Poste (Terminus) ⥋ Gruissan – Îlot 9                           | Narbonne – Gare Routière (Départ) / La Poste (Terminus) ⥋ Gruissan – Îlot 9                           | Narbonne – Gare Routière (Départ) / La Poste (Terminus) ⥋ Gruissan – Îlot 9                           |
| Été 8    | Ouverture / Fermeture — / — | Longueur —                                                                                            | Durée 40 min                                                                                          | Nb. d’arrêts 25                                                                                       | Matériel Autocars                                                                                     | Jours de fonctionnement L, Ma, Me, J, V, S, D                                                         | Jour / Soir / Nuit / Fêtes O / N / N / O                                                              | Voy. / an —                                                                                           | Exploitant Pays Narbonnais Autocars                                                                   |
| Été 8    | Desserte : - Villes et lieux desservis : Narbonne, Gruissan - Gare desservie : Narbonne | | | | | | | | |
| Été 8    | Autre : - Amplitudes horaires et fréquence : - Du Lundi au Samedi : La ligne fonctionne de 7h05 à 20h45, à raison de 12 allers-retours par jours. - Les Dimanches et jours fériés : La ligne fonctionne de 7h55 à 20h10, à raison de 8 allers-retours. | | | | | | | | |
| Été 8    | Dernière actualisation : 21 juillet 2025 | | | | | | | | |
| Été 9    | Narbonne – Gare Concordet ⥋ Moussan – La Condominette (Départ) / Marcorignan – La Placette (Terminus) | Narbonne – Gare Concordet ⥋ Moussan – La Condominette (Départ) / Marcorignan – La Placette (Terminus) | Narbonne – Gare Concordet ⥋ Moussan – La Condominette (Départ) / Marcorignan – La Placette (Terminus) | Narbonne – Gare Concordet ⥋ Moussan – La Condominette (Départ) / Marcorignan – La Placette (Terminus) | Narbonne – Gare Concordet ⥋ Moussan – La Condominette (Départ) / Marcorignan – La Placette (Terminus) | Narbonne – Gare Concordet ⥋ Moussan – La Condominette (Départ) / Marcorignan – La Placette (Terminus) | Narbonne – Gare Concordet ⥋ Moussan – La Condominette (Départ) / Marcorignan – La Placette (Terminus) | Narbonne – Gare Concordet ⥋ Moussan – La Condominette (Départ) / Marcorignan – La Placette (Terminus) | Narbonne – Gare Concordet ⥋ Moussan – La Condominette (Départ) / Marcorignan – La Placette (Terminus) |
| Été 9    | Ouverture / Fermeture — / — | Longueur —                                                                                            | Durée 30-35 min                                                                                       | Nb. d’arrêts 25                                                                                       | Matériel Autocars                                                                                     | Jours de fonctionnement L, Ma, Me, J, V, S, D                                                         | Jour / Soir / Nuit / Fêtes O / N / N / O                                                              | Voy. / an —                                                                                           | Exploitant Pays Narbonnais Autocars                                                                   |
| Été 9    | Desserte : - Villes et lieux desservis : Narbonne, Moussan, Marcorignan - Gare desservie : Narbonne | | | | | | | | |
| Été 9    | Autre : - Amplitudes horaires et fréquence : - Du Lundi au Samedi : La ligne fonctionne de 7h10 à 19h40, à raison de 4-5 allers-retours par jours. - Les Dimanches et jours fériés : La ligne fonctionne de 13h05 à 19h40, à raison de 1 aller-retour. | | | | | | | | |
| Été 9    | Dernière actualisation : 21 juillet 2025 | | | | | | | | |

#### Lignes de Été 10 à Été 19
| Ligne     | Caractéristiques | Caractéristiques | Caractéristiques | Caractéristiques | Caractéristiques | Caractéristiques | Caractéristiques | Caractéristiques | Caractéristiques |
| Été 10    | Narbonne – Gare Condorcet (Terminus) / Palais du Travail ou Gare Routière (Départ) ⥋ Portel-des-Corbières – Tamaroque | Narbonne – Gare Condorcet (Terminus) / Palais du Travail ou Gare Routière (Départ) ⥋ Portel-des-Corbières – Tamaroque | Narbonne – Gare Condorcet (Terminus) / Palais du Travail ou Gare Routière (Départ) ⥋ Portel-des-Corbières – Tamaroque | Narbonne – Gare Condorcet (Terminus) / Palais du Travail ou Gare Routière (Départ) ⥋ Portel-des-Corbières – Tamaroque | Narbonne – Gare Condorcet (Terminus) / Palais du Travail ou Gare Routière (Départ) ⥋ Portel-des-Corbières – Tamaroque | Narbonne – Gare Condorcet (Terminus) / Palais du Travail ou Gare Routière (Départ) ⥋ Portel-des-Corbières – Tamaroque | Narbonne – Gare Condorcet (Terminus) / Palais du Travail ou Gare Routière (Départ) ⥋ Portel-des-Corbières – Tamaroque | Narbonne – Gare Condorcet (Terminus) / Palais du Travail ou Gare Routière (Départ) ⥋ Portel-des-Corbières – Tamaroque | Narbonne – Gare Condorcet (Terminus) / Palais du Travail ou Gare Routière (Départ) ⥋ Portel-des-Corbières – Tamaroque |
| --------- | --- | --- | --- | --- | --- | --- | --- | --- | --- |
| Été 10    | Ouverture / Fermeture — / — | Longueur — | Durée 40 min | Nb. d’arrêts 23 | Matériel Autocars | Jours de fonctionnement L, Ma, Me, J, V, S, D                                                                         | Jour / Soir / Nuit / Fêtes O / N / N / O                                                                              | Voy. / an — | Exploitant Pays Narbonnais Autocars                                                                                   |
| Été 10    | Desserte : - Villes et lieux desservis : Narbonne, Bages, Peyriac-de-Mer, Portel-des-Corbières - Gare desservie : Narbonne | | | | | | | | |
| Été 10    | Autre : - Amplitudes horaires et fréquence : - Du Lundi au Samedi : La ligne fonctionne de 6h55 à 19h55, à raison de 5 allers-retours par jours. - Les Dimanches et jours fériés : La ligne fonctionne de 12h45 à 19h55, à raison de 1 aller-retour. - Particularités : - Certains arrêts ne sont desservis que dans un seul sens. - Certaines courses ne sont assurées que sur réservation. | | | | | | | | |
| Été 10    | Dernière actualisation : 22 juillet 2025 | | | | | | | | |
| Été 11    | Narbonne – Arago (Terminus) / Ferroul (Départ) ⥋ Vinassan – Vieux Chêne | Narbonne – Arago (Terminus) / Ferroul (Départ) ⥋ Vinassan – Vieux Chêne                                               | Narbonne – Arago (Terminus) / Ferroul (Départ) ⥋ Vinassan – Vieux Chêne                                               | Narbonne – Arago (Terminus) / Ferroul (Départ) ⥋ Vinassan – Vieux Chêne                                               | Narbonne – Arago (Terminus) / Ferroul (Départ) ⥋ Vinassan – Vieux Chêne                                               | Narbonne – Arago (Terminus) / Ferroul (Départ) ⥋ Vinassan – Vieux Chêne                                               | Narbonne – Arago (Terminus) / Ferroul (Départ) ⥋ Vinassan – Vieux Chêne                                               | Narbonne – Arago (Terminus) / Ferroul (Départ) ⥋ Vinassan – Vieux Chêne                                               | Narbonne – Arago (Terminus) / Ferroul (Départ) ⥋ Vinassan – Vieux Chêne                                               |
| Été 11    | Ouverture / Fermeture — / — | Longueur — | Durée 30-40 min | Nb. d’arrêts 26 | Matériel Autocars | Jours de fonctionnement L, Ma, Me, J, V, S                                                                            | Jour / Soir / Nuit / Fêtes O / N / N / N                                                                              | Voy. / an — | Exploitant Pays Narbonnais Autocars                                                                                   |
| Été 11    | Desserte : - Villes et lieux desservis : Narbonne, Armissan, Vinassan - Gare desservie : Narbonne | | | | | | | | |
| Été 11    | Autre : - Amplitudes horaires et fréquence : - Du Lundi au Samedi : La ligne fonctionne de 7h10 à 19h40, à raison de 4-5 allers-retours par jours. - Particularités : - Certains arrêts ne sont desservis que dans un seul sens. - Certaines courses ne sont assurées que sur réservation. - L'arrêt Gare Routière n'est desservi que 2 fois par jours. | | | | | | | | |
| Été 11    | Dernière actualisation : 22 juillet 2025 | | | | | | | | |
| Été 12    | Narbonne – Gare Condorcet ⥋ Montredon-des-Corbières — Technoparc Pech Perry / Raissac-d'Aude — Village | Narbonne – Gare Condorcet ⥋ Montredon-des-Corbières — Technoparc Pech Perry / Raissac-d'Aude — Village                | Narbonne – Gare Condorcet ⥋ Montredon-des-Corbières — Technoparc Pech Perry / Raissac-d'Aude — Village                | Narbonne – Gare Condorcet ⥋ Montredon-des-Corbières — Technoparc Pech Perry / Raissac-d'Aude — Village                | Narbonne – Gare Condorcet ⥋ Montredon-des-Corbières — Technoparc Pech Perry / Raissac-d'Aude — Village                | Narbonne – Gare Condorcet ⥋ Montredon-des-Corbières — Technoparc Pech Perry / Raissac-d'Aude — Village                | Narbonne – Gare Condorcet ⥋ Montredon-des-Corbières — Technoparc Pech Perry / Raissac-d'Aude — Village                | Narbonne – Gare Condorcet ⥋ Montredon-des-Corbières — Technoparc Pech Perry / Raissac-d'Aude — Village                | Narbonne – Gare Condorcet ⥋ Montredon-des-Corbières — Technoparc Pech Perry / Raissac-d'Aude — Village                |
| Été 12    | Ouverture / Fermeture — / — | Longueur — | Durée 30-55 min | Nb. d’arrêts 23 | Matériel Autocars | Jours de fonctionnement L, Ma, Me, J, V, S, D                                                                         | Jour / Soir / Nuit / Fêtes O / N / N / O                                                                              | Voy. / an — | Exploitant Pays Narbonnais Autocars                                                                                   |
| Été 12    | Desserte : - Villes et lieux desservis : Narbonne, Montredon-des-Corbières, Névian, Villedaigne, Raissac-d'Aude - Gare desservie : Narbonne | | | | | | | | |
| Été 12    | Autre : - Amplitudes horaires et fréquence : - Du Lundi au Samedi : La ligne fonctionne de 6h00 à 20h30, à raison d'un passage toutes les 20 à 80 minutes. - Les Dimanches et jours fériés : La ligne fonctionne de 12h55 à 19h45, à raison de 1 aller-retour. - Particularités : - Certains arrêts ne sont desservis que dans un seul sens. - Du Lundi au Samedi, 5 allers-retours sont effectués entre Gare Condorcet et Pôle d'échanges de Montredon-des-Corbières, permettant d'assurer une correspondance avec la ligne Été 12Bis, desservant Montredon-des-Corbières et Bizanet. | | | | | | | | |
| Été 12    | Dernière actualisation : 22 juillet 2025 | | | | | | | | |
| Été 12Bis | Montredon-des-Corbières – Pôle d'échanges de Montredon-des-Corbières ⥋ Bizanet – Cave Coopérative / Névian – École | Montredon-des-Corbières – Pôle d'échanges de Montredon-des-Corbières ⥋ Bizanet – Cave Coopérative / Névian – École    | Montredon-des-Corbières – Pôle d'échanges de Montredon-des-Corbières ⥋ Bizanet – Cave Coopérative / Névian – École    | Montredon-des-Corbières – Pôle d'échanges de Montredon-des-Corbières ⥋ Bizanet – Cave Coopérative / Névian – École    | Montredon-des-Corbières – Pôle d'échanges de Montredon-des-Corbières ⥋ Bizanet – Cave Coopérative / Névian – École    | Montredon-des-Corbières – Pôle d'échanges de Montredon-des-Corbières ⥋ Bizanet – Cave Coopérative / Névian – École    | Montredon-des-Corbières – Pôle d'échanges de Montredon-des-Corbières ⥋ Bizanet – Cave Coopérative / Névian – École    | Montredon-des-Corbières – Pôle d'échanges de Montredon-des-Corbières ⥋ Bizanet – Cave Coopérative / Névian – École    | Montredon-des-Corbières – Pôle d'échanges de Montredon-des-Corbières ⥋ Bizanet – Cave Coopérative / Névian – École    |
| Été 12Bis | Ouverture / Fermeture — / — | Longueur — | Durée 15-20 min | Nb. d’arrêts 11 | Matériel Minibus | Jours de fonctionnement L, Ma, Me, J, V, S, D                                                                         | Jour / Soir / Nuit / Fêtes O / N / N / O                                                                              | Voy. / an — | Exploitant Pays Narbonnais Autocars                                                                                   |
| Été 12Bis | Desserte : - Villes et lieux desservis : Montredon-des-Corbières, Bizanet | | | | | | | | |
| Été 12Bis | Autre : - Amplitudes horaires et fréquence : - Du Lundi au Samedi : La ligne fonctionne de 7h00 à 19h50, à raison de 9-10 allers-retours par jours. - Les Dimanches et jours fériés : La ligne fonctionne de 12h50 à 19h45, à raison de 2 allers-retours. - Particularités : - 1 course sur 2 est origine/terminus École - Certaines courses ne sont effectuées que sur réservation. - Pour rejoindre Narbonne, une correspondance avec la ligne Été 12 est nécessaire au Pôle d'échanges de Montredon-des-Corbières. | | | | | | | | |
| Été 12Bis | Dernière actualisation : 22 juillet 2025 | | | | | | | | |
| Été 13    | Sigean – Collège des Corbières ⥋ Roquefort-des-Corbières – École | Sigean – Collège des Corbières ⥋ Roquefort-des-Corbières – École                                                      | Sigean – Collège des Corbières ⥋ Roquefort-des-Corbières – École                                                      | Sigean – Collège des Corbières ⥋ Roquefort-des-Corbières – École                                                      | Sigean – Collège des Corbières ⥋ Roquefort-des-Corbières – École                                                      | Sigean – Collège des Corbières ⥋ Roquefort-des-Corbières – École                                                      | Sigean – Collège des Corbières ⥋ Roquefort-des-Corbières – École                                                      | Sigean – Collège des Corbières ⥋ Roquefort-des-Corbières – École                                                      | Sigean – Collège des Corbières ⥋ Roquefort-des-Corbières – École                                                      |
| Été 13    | Ouverture / Fermeture — / — | Longueur — | Durée 15 min | Nb. d’arrêts 5 | Matériel Autocars | Jours de fonctionnement L, Ma, Me, J, V, S                                                                            | Jour / Soir / Nuit / Fêtes O / N / N / N                                                                              | Voy. / an — | Exploitant Pays Narbonnais Autocars                                                                                   |
| Été 13    | Desserte : - Villes et lieux desservis : Sigean, Roquefort-des-Corbières | | | | | | | | |
| Été 13    | Autre : - Amplitudes horaires et fréquence : - Du Lundi au Samedi : La ligne fonctionne de 6h50 à 19h05, à raison de 2 allers-retours par jours - Particularités : - La ligne ne fonctionne que sur réservation. - Pour rejoindre Narbonne, une correspondance avec la ligne Été 15 est nécessaire à l'arrêt Collège des Corbières. | | | | | | | | |
| Été 13    | Dernière actualisation : 22 juillet 2025 | | | | | | | | |
| Été 14    | Sigean – Collège des Corbières ⥋ Port-la-Nouvelle – Maison de Santé - Centre Hospitalier | Sigean – Collège des Corbières ⥋ Port-la-Nouvelle – Maison de Santé - Centre Hospitalier                              | Sigean – Collège des Corbières ⥋ Port-la-Nouvelle – Maison de Santé - Centre Hospitalier                              | Sigean – Collège des Corbières ⥋ Port-la-Nouvelle – Maison de Santé - Centre Hospitalier                              | Sigean – Collège des Corbières ⥋ Port-la-Nouvelle – Maison de Santé - Centre Hospitalier                              | Sigean – Collège des Corbières ⥋ Port-la-Nouvelle – Maison de Santé - Centre Hospitalier                              | Sigean – Collège des Corbières ⥋ Port-la-Nouvelle – Maison de Santé - Centre Hospitalier                              | Sigean – Collège des Corbières ⥋ Port-la-Nouvelle – Maison de Santé - Centre Hospitalier                              | Sigean – Collège des Corbières ⥋ Port-la-Nouvelle – Maison de Santé - Centre Hospitalier                              |
| Été 14    | Ouverture / Fermeture — / — | Longueur — | Durée 40-45 min | Nb. d’arrêts 27 | Matériel Autocars | Jours de fonctionnement L, Ma, Me, J, V, S                                                                            | Jour / Soir / Nuit / Fêtes O / N / N / N                                                                              | Voy. / an — | Exploitant Pays Narbonnais Autocars                                                                                   |
| Été 14    | Desserte : - Villes et lieux desservis : Sigean, Port-la-Nouvelle - Gare desservie : Port-la-Nouvelle | | | | | | | | |
| Été 14    | Autre : - Amplitudes horaires et fréquence : - Du Lundi au Samedi : La ligne fonctionne de 6h20 à 20h45, à raison de 10-11 allers-retours par jours. - Particularités : - Certains arrêts ne sont desservis que dans un seul sens. - Pour rejoindre Narbonne, la ligne est en correspondance avec la ligne Été 15 à l'arrêt Collège des Corbières. | | | | | | | | |
| Été 14    | Dernière actualisation : 22 juillet 2025 | | | | | | | | |
| Été 15    | Narbonne – Bonne Source ⥋ Sigean – Collège des Corbières / Port-Leucate – Grande Bleue | Narbonne – Bonne Source ⥋ Sigean – Collège des Corbières / Port-Leucate – Grande Bleue                                | Narbonne – Bonne Source ⥋ Sigean – Collège des Corbières / Port-Leucate – Grande Bleue                                | Narbonne – Bonne Source ⥋ Sigean – Collège des Corbières / Port-Leucate – Grande Bleue                                | Narbonne – Bonne Source ⥋ Sigean – Collège des Corbières / Port-Leucate – Grande Bleue                                | Narbonne – Bonne Source ⥋ Sigean – Collège des Corbières / Port-Leucate – Grande Bleue                                | Narbonne – Bonne Source ⥋ Sigean – Collège des Corbières / Port-Leucate – Grande Bleue                                | Narbonne – Bonne Source ⥋ Sigean – Collège des Corbières / Port-Leucate – Grande Bleue                                | Narbonne – Bonne Source ⥋ Sigean – Collège des Corbières / Port-Leucate – Grande Bleue                                |
| Été 15    | Ouverture / Fermeture — / — | Longueur — | Durée 45-105 min | Nb. d’arrêts 37 | Matériel Autocars | Jours de fonctionnement L, Ma, Me, J, V, S, D                                                                         | Jour / Soir / Nuit / Fêtes O / N / N / O                                                                              | Voy. / an — | Exploitant Pays Narbonnais Autocars                                                                                   |
| Été 15    | Desserte : - Villes et lieux desservis : Narbonne, Prat-de-Cest, Sigean, Leucate - Gares desservies : Leucate-La Franqui et Narbonne | | | | | | | | |
| Été 15    | Autre : - Amplitudes horaires et fréquence : - Du Lundi au Samedi : La ligne fonctionne de 6h05 à 20h15, à raison de 17-19 allers-retours par jours. - Les Dimanches et jours fériés : La ligne fonctionne de 9h30 à 19h05, à raison de 2 allers-retours. - Particularités : - Certains arrêts ne sont desservis que dans un seul sens. - 1 course sur 2, la ligne est origine/terminus Gare de Leucate-La Franqui et Collège des Corbières. - La ligne permet une correspondance avec les lignes Été 13, Été 14 et Été 18 à l'arrêt Collège des Corbières. - Elle permet aussi une correspondance avec la ligne 10 du réseau Sankéo de Perpignan Méditerranée Métropole, à l'arrêt Cinéma qui correspond à l'arrêt Thalassa de Sankéo. | | | | | | | | |
| Été 15    | Dernière actualisation : 22 juillet 2025 | | | | | | | | |
| Été 16    | Port-Leucate – Grande Bleue ⥋ Treilles – Les Remparts | Port-Leucate – Grande Bleue ⥋ Treilles – Les Remparts                                                                 | Port-Leucate – Grande Bleue ⥋ Treilles – Les Remparts                                                                 | Port-Leucate – Grande Bleue ⥋ Treilles – Les Remparts                                                                 | Port-Leucate – Grande Bleue ⥋ Treilles – Les Remparts                                                                 | Port-Leucate – Grande Bleue ⥋ Treilles – Les Remparts                                                                 | Port-Leucate – Grande Bleue ⥋ Treilles – Les Remparts                                                                 | Port-Leucate – Grande Bleue ⥋ Treilles – Les Remparts                                                                 | Port-Leucate – Grande Bleue ⥋ Treilles – Les Remparts                                                                 |
| Été 16    | Ouverture / Fermeture — / — | Longueur — | Durée 60 min | Nb. d’arrêts 15 | Matériel Autocars | Jours de fonctionnement L, Ma, Me, J, V, S, D                                                                         | Jour / Soir / Nuit / Fêtes O / N / N / O                                                                              | Voy. / an — | Exploitant Pays Narbonnais Autocars                                                                                   |
| Été 16    | Desserte : - Villes et lieux desservis : Leucate, Caves, Treilles | | | | | | | | |
| Été 16    | Autre : - Amplitudes horaires et fréquence : - Du Lundi au Samedi : La ligne fonctionne de 8h45 à 19h10, à raison de 2 allers-retours par jours. - Les Dimanches et jours fériés : La ligne fonctionne de 13h20 à 19h10, à raison de 1 aller-retour. - Particularités : - La ligne ne fonctionne que sur réservation. | | | | | | | | |
| Été 16    | Dernière actualisation : 22 juillet 2025 | | | | | | | | |
| Été 17    | Fleury d'Aude – Giratoire des Cabanes ⥋ Saint-Pierre-la-Mer – Paradisier | Fleury d'Aude – Giratoire des Cabanes ⥋ Saint-Pierre-la-Mer – Paradisier                                              | Fleury d'Aude – Giratoire des Cabanes ⥋ Saint-Pierre-la-Mer – Paradisier                                              | Fleury d'Aude – Giratoire des Cabanes ⥋ Saint-Pierre-la-Mer – Paradisier                                              | Fleury d'Aude – Giratoire des Cabanes ⥋ Saint-Pierre-la-Mer – Paradisier                                              | Fleury d'Aude – Giratoire des Cabanes ⥋ Saint-Pierre-la-Mer – Paradisier                                              | Fleury d'Aude – Giratoire des Cabanes ⥋ Saint-Pierre-la-Mer – Paradisier                                              | Fleury d'Aude – Giratoire des Cabanes ⥋ Saint-Pierre-la-Mer – Paradisier                                              | Fleury d'Aude – Giratoire des Cabanes ⥋ Saint-Pierre-la-Mer – Paradisier                                              |
| Été 17    | Ouverture / Fermeture — / — | Longueur — | Durée 45-50 min | Nb. d’arrêts 5 | Matériel Autocars | Jours de fonctionnement L, Ma, Me, J, V, S, D                                                                         | Jour / Soir / Nuit / Fêtes O / N / N / O                                                                              | Voy. / an — | Exploitant Pays Narbonnais Autocars                                                                                   |
| Été 17    | Desserte : - Villes et lieux desservis : Fleury d'Aude, Saint-Pierre-la-Mer | | | | | | | | |
| Été 17    | Autre : - Amplitudes horaires et fréquence : - Du Lundi au Dimanche et jours fériés : La ligne fonctionne de 9h25 à 20h20, à raison de 5 allers-retours par jours. - Particularités : - Certaines courses ne sont effectuées que sur réservation. - La ligne permet une correspondance avec la ligne Été 6 pour rejoindre Narbonne à l'arrêt Giratoire des Cabanes. | | | | | | | | |
| Été 17    | Dernière actualisation : 22 juillet 2025 | | | | | | | | |
| Été 18    | Sigean – Collège des Corbières ⥋ Treilles – Les Remparts | Sigean – Collège des Corbières ⥋ Treilles – Les Remparts                                                              | Sigean – Collège des Corbières ⥋ Treilles – Les Remparts                                                              | Sigean – Collège des Corbières ⥋ Treilles – Les Remparts                                                              | Sigean – Collège des Corbières ⥋ Treilles – Les Remparts                                                              | Sigean – Collège des Corbières ⥋ Treilles – Les Remparts                                                              | Sigean – Collège des Corbières ⥋ Treilles – Les Remparts                                                              | Sigean – Collège des Corbières ⥋ Treilles – Les Remparts                                                              | Sigean – Collège des Corbières ⥋ Treilles – Les Remparts                                                              |
| Été 18    | Ouverture / Fermeture — / — | Longueur — | Durée 30 min | Nb. d’arrêts 8 | Matériel Autocars | Jours de fonctionnement L, Ma, Me, J, V, S                                                                            | Jour / Soir / Nuit / Fêtes O / N / N / N                                                                              | Voy. / an — | Exploitant Pays Narbonnais Autocars                                                                                   |
| Été 18    | Desserte : - Villes et lieux desservis : Sigean, La Palme, Caves, Treilles | | | | | | | | |
| Été 18    | Autre : - Amplitudes horaires et fréquence : - Du Lundi au Samedi : La ligne fonctionne de 6h30 à 19h20, à raison de 2 allers-retours par jours. - Particularités : - La ligne fonctionne uniquement sur réservation. - La ligne permet une correspondance avec la ligne Été 15 pour rejoindre Narbonne à l'arrêt Collège des Corbières. | | | | | | | | |
| Été 18    | Dernière actualisation : 22 juillet 2025 | | | | | | | | |
| Été 19    | Narbonne – [Gare de Narbonne\|Gare Routière]] ⥋ Mailhac – Salle des Fêtes | Narbonne – [Gare de Narbonne\|Gare Routière]] ⥋ Mailhac – Salle des Fêtes                                             | Narbonne – [Gare de Narbonne\|Gare Routière]] ⥋ Mailhac – Salle des Fêtes                                             | Narbonne – [Gare de Narbonne\|Gare Routière]] ⥋ Mailhac – Salle des Fêtes                                             | Narbonne – [Gare de Narbonne\|Gare Routière]] ⥋ Mailhac – Salle des Fêtes                                             | Narbonne – [Gare de Narbonne\|Gare Routière]] ⥋ Mailhac – Salle des Fêtes                                             | Narbonne – [Gare de Narbonne\|Gare Routière]] ⥋ Mailhac – Salle des Fêtes                                             | Narbonne – [Gare de Narbonne\|Gare Routière]] ⥋ Mailhac – Salle des Fêtes                                             | Narbonne – [Gare de Narbonne\|Gare Routière]] ⥋ Mailhac – Salle des Fêtes                                             |
| Été 19    | Ouverture / Fermeture — / — | Longueur — | Durée 35-70 min | Nb. d’arrêts 18 | Matériel Autocars | Jours de fonctionnement L, Ma, Me, J, V, S, D                                                                         | Jour / Soir / Nuit / Fêtes O / N / N / O                                                                              | Voy. / an — | Exploitant Pays Narbonnais Autocars                                                                                   |
| Été 19    | Desserte : - Villes et lieux desservis : Narbonne, Saint-Marcel-sur-Aude, Saint-Nazaire-d'Aude, Ventenac-en-Minervois, Sainte-Valière, Pouzols-Minervois, Mailhac - Gare desservie : Narbonne | | | | | | | | |
| Été 19    | Autre : - Amplitudes horaires et fréquence : - Du Lundi au Samedi : La ligne fonctionne de 6h55 à 19h55, à raison de 5 allers-retours par jours. - Les Dimanches et jours fériés : La ligne fonctionne de 12h55 à 19h55, à raison de 1 aller-retour. - Particularités : - Certaines courses ne sont effectuées que sur réservation. - Le matin, en direction de Narbonne, une correspondance à l'arrêt Collège Marcelin Albert avec la ligne Été 21 est obligatoire. | | | | | | | | |
| Été 19    | Dernière actualisation : 22 juillet 2025 | | | | | | | | |

#### Lignes de Été 20 à Été 29
| Ligne  | Caractéristiques | Caractéristiques                                                                                 | Caractéristiques                                                                                 | Caractéristiques                                                                                 | Caractéristiques                                                                                 | Caractéristiques                                                                                 | Caractéristiques                                                                                 | Caractéristiques                                                                                 | Caractéristiques                                                                                 |
| Été 20 | Narbonne – Gare Routière ⥋ Argeliers – ZA Mangefer | Narbonne – Gare Routière ⥋ Argeliers – ZA Mangefer                                               | Narbonne – Gare Routière ⥋ Argeliers – ZA Mangefer                                               | Narbonne – Gare Routière ⥋ Argeliers – ZA Mangefer                                               | Narbonne – Gare Routière ⥋ Argeliers – ZA Mangefer                                               | Narbonne – Gare Routière ⥋ Argeliers – ZA Mangefer                                               | Narbonne – Gare Routière ⥋ Argeliers – ZA Mangefer                                               | Narbonne – Gare Routière ⥋ Argeliers – ZA Mangefer                                               | Narbonne – Gare Routière ⥋ Argeliers – ZA Mangefer                                               |
| ------ | --- | ------------------------------------------------------------------------------------------------ | ------------------------------------------------------------------------------------------------ | ------------------------------------------------------------------------------------------------ | ------------------------------------------------------------------------------------------------ | ------------------------------------------------------------------------------------------------ | ------------------------------------------------------------------------------------------------ | ------------------------------------------------------------------------------------------------ | ------------------------------------------------------------------------------------------------ |
| Été 20 | Ouverture / Fermeture — / — | Longueur —                                                                                       | Durée 40-55 min                                                                                  | Nb. d’arrêts 16                                                                                  | Matériel Autocars                                                                                | Jours de fonctionnement L, Ma, Me, J, V, S, D                                                    | Jour / Soir / Nuit / Fêtes O / N / N / O                                                         | Voy. / an —                                                                                      | Exploitant Pays Narbonnais Autocars                                                              |
| Été 20 | Desserte : - Villes et lieux desservis : Narbonne, Saint-Nazaire-d'Aude, Sallèles-d'Aude, Mirepeisset, Argeliers - Gare desservie : Narbonne |                                                                                                  |                                                                                                  |                                                                                                  |                                                                                                  |                                                                                                  |                                                                                                  |                                                                                                  |                                                                                                  |
| Été 20 | Autre : - Amplitudes horaires et fréquence : - Du Lundi au Samedi : La ligne fonctionne de 6h55 à 20h05, à raison de 4-5 allers-retours par jours. - Les Dimanches et jours fériés : La ligne fonctionne de 12h55 à 20h05, à raison de 1 aller-retour. - Particularités : - Certains arrêts ne sont desservis que dans un seul sens. - Certaines courses ne sont effectuées que sur réservation. - Le matin, en direction de Narbonne, une correspondance à l'arrêt Collège Marcelin Albert avec la ligne Été 21 est obligatoire. |                                                                                                  |                                                                                                  |                                                                                                  |                                                                                                  |                                                                                                  |                                                                                                  |                                                                                                  |                                                                                                  |
| Été 20 | Dernière actualisation : 22 juillet 2025 |                                                                                                  |                                                                                                  |                                                                                                  |                                                                                                  |                                                                                                  |                                                                                                  |                                                                                                  |                                                                                                  |
| 21     | Narbonne – Gare Routière ⥋ Bize-Minervois – Cabezac (Terminus) / Terrasses des Fournies (Départ) | Narbonne – Gare Routière ⥋ Bize-Minervois – Cabezac (Terminus) / Terrasses des Fournies (Départ) | Narbonne – Gare Routière ⥋ Bize-Minervois – Cabezac (Terminus) / Terrasses des Fournies (Départ) | Narbonne – Gare Routière ⥋ Bize-Minervois – Cabezac (Terminus) / Terrasses des Fournies (Départ) | Narbonne – Gare Routière ⥋ Bize-Minervois – Cabezac (Terminus) / Terrasses des Fournies (Départ) | Narbonne – Gare Routière ⥋ Bize-Minervois – Cabezac (Terminus) / Terrasses des Fournies (Départ) | Narbonne – Gare Routière ⥋ Bize-Minervois – Cabezac (Terminus) / Terrasses des Fournies (Départ) | Narbonne – Gare Routière ⥋ Bize-Minervois – Cabezac (Terminus) / Terrasses des Fournies (Départ) | Narbonne – Gare Routière ⥋ Bize-Minervois – Cabezac (Terminus) / Terrasses des Fournies (Départ) |
| 21     | Ouverture / Fermeture — / — | Longueur —                                                                                       | Durée 45-50 min                                                                                  | Nb. d’arrêts 18                                                                                  | Matériel Autocars                                                                                | Jours de fonctionnement L, Ma, Me, J, V, S, D                                                    | Jour / Soir / Nuit / Fêtes O / N / N / O                                                         | Voy. / an —                                                                                      | Exploitant Pays Narbonnais Autocars                                                              |
| 21     | Desserte : - Villes et lieux desservis : Narbonne, Saint-Marcel-sur-Aude, Le Somail, Saint-Nazaire-d'Aude, Ginestas, Bize-Minervois - Gare desservie : Narbonne |                                                                                                  |                                                                                                  |                                                                                                  |                                                                                                  |                                                                                                  |                                                                                                  |                                                                                                  |                                                                                                  |
| 21     | Autre : - Amplitudes horaires et fréquence : - Du Lundi au Samedi : La ligne fonctionne de 7h05 à 20h00, à raison de 4-5 allers-retours par jours. - Les Dimanches et jours fériés : La ligne fonctionne de 13h00 à 20h00, à raison de 1 aller-retour. - Particularités : - Certains arrêts ne sont desservis que dans un seul sens. - Certaines courses ne sont effectuées que sur réservation. - La ligne permet une correspondance avec les lignes Été 19 et Été 20 à l'arrêt Collège Marcelin Albert.                         |                                                                                                  |                                                                                                  |                                                                                                  |                                                                                                  |                                                                                                  |                                                                                                  |                                                                                                  |                                                                                                  |
| 21     | Dernière actualisation : 22 juillet 2025 |                                                                                                  |                                                                                                  |                                                                                                  |                                                                                                  |                                                                                                  |                                                                                                  |                                                                                                  |                                                                                                  |

## Exploitation

### Exploitant
L’exploitation du réseau est assurée par RATP Dev Grand Narbonne, filiale du groupe RATP Dev, basée à Narbonne. La société met à disposition ses moyens pour assurer l’exploitation du réseau Citibus du Grand Narbonne, dans le cadre d’une délégation de service public.

### Dépôt
Le dépôt se trouve Avenue du Pech Loubat, au sud-ouest de Narbonne.

### Parc de véhicules
En février 2025, le parc d'autobus du réseau Citibus est composé de 110 véhicules dont 10 minibus,  6 midibus, 15 autobus standards, et 79 autocars.

#### Minibus
| Constructeur  | Modèle               | Nombre | Numéros de parc | Période de mise en service           | Affectation   | Observation |
| ------------- | -------------------- | ------ | --------------- | ------------------------------------ | ------------- | ----------- |
| Dietrich      | City 23              | 6      | 401-406         | Entre février 2017 à juillet 2020    | N             | –           |
| Iveco Bus     | Daily Line           | 2      | 202049, 212071  | Entre novembre 2020 et décembre 2021 | 7 Bis, 12 Bis | –           |
| Mercedes-Benz | Sprinter Transfer    | 1      | + 1 inconnu     | Août 2016                            | ?             | –           |
| Mercedes-Benz | Sprinter Transfer 45 | 1      | 172065          | Décembre 2017                        | 7 Bis, 12 Bis | –           |

#### Midibus
| Constructeur  | Modèle      | Nombre | Numéros de parc | Période de mise en service  | Affectation | Observation |
| ------------- | ----------- | ------ | --------------- | --------------------------- | ----------- | ----------- |
| Mercedes-Benz | Citaro K C2 | 6      | 601-606         | Entre mars 2015 à mars 2017 | D           | –           |

#### Autobus standards
| Constructeur  | Modèle             | Nombre | Numéros de parc       | Période de mise en service         | Affectation     | Observation      |
| ------------- | ------------------ | ------ | --------------------- | ---------------------------------- | --------------- | ---------------- |
| MAN           | Lion’s City LE A78 | 1      | 143295                | Janvier 2014                       | B               | –                |
| Mercedes-Benz | Citaro Facelift    | 1      | 708                   | Décembre 2013                      | A, B, C, DIM, E | Réforme en cours |
| Mercedes-Benz | Citaro C2          | 12     | 701, 703-707, 709-714 | Entre février 2014 à décembre 2018 | A, B, C, DIM, E | –                |

#### Autocars
| Constructeur  | Modèle        | Nombre | Numéros de parc                                                                                  | Période de mise en service        | Affectation                                                | Observation |
| ------------- | ------------- | ------ | ------------------------------------------------------------------------------------------------ | --------------------------------- | ---------------------------------------------------------- | ----------- |
| Anadolu Isuzu | Turquoise     | 3      | 183033, 197095, 232030                                                                           | Entre janvier 2018 à juillet 2023 | 6, 7, 8, 9, 10, 11, 12, 13, 14, 15, 16, 17, 18, 19, 20, 21 | –           |
| Iveco Bus     | Crossway Line | 1      | 163173                                                                                           | Décembre 2016                     | 6, 7, 8, 9, 10, 11, 12, 13, 14, 15, 16, 17, 18, 19, 20, 21 | –           |
| Mercedes-Benz | Intouro II E  | 5      | 091033, 091035, 111149, 133015-133016                                                            | Entre février 2009 à février 2013 | 6, 7, 8, 9, 10, 11, 12, 13, 14, 15, 16, 17, 18, 19, 20, 21 | –           |
| Mercedes-Benz | Intouro II EL | 6      | 143011-143016                                                                                    | Février 2014                      | 6, 7, 8, 9, 10, 11, 12, 13, 14, 15, 16, 17, 18, 19, 20, 21 | –           |
| Mercedes-Benz | Intouro II L  | 12     | 153181-153192                                                                                    | Août 2015                         | 6, 7, 8, 9, 10, 11, 12, 13, 14, 15, 16, 17, 18, 19, 20, 21 | –           |
| Mercedes-Benz | Intouro II M  | 33     | 143103-143111, 143159-143161, 143220-143223, 163174-163177, 173010-173013, 173140-173147, 201116 | Entre juillet 2014 à octobre 2020 | 6, 7, 8, 9, 10, 11, 12, 13, 14, 15, 16, 17, 18, 19, 20, 21 | –           |
| Mercedes-Benz | Intouro II ME | 9      | 093024, 093029, 093300, 093307, 093361, 103098-103099, 111083, 111109                            | Entre février 2009 à octobre 2011 | 6, 7, 8, 9, 10, 11, 12, 13, 14, 15, 16, 17, 18, 19, 20, 21 | –           |
| Mercedes-Benz | Intouro III M | 10     | 221406-221408, 231112-231118                                                                     | Entre juillet 2022 et août 2023   | 6, 7, 8, 9, 10, 11, 12, 13, 14, 15, 16, 17, 18, 19, 20, 21 | –           |

## Tarification
En Juillet 2025, la tarification du réseau du Grand Narbonne est résumée ci-dessous,:
|                                  | Titre                          | Prix              |
| Tickets Citibus                  | Citi1 - Ticket Unité           | 1,20 €            |
|                                  | CitiJour - 1 Journée           | 3 €               |
| Carnet 10 Tickets                | 9 €                            |                   |
| Abonnements classiques           | CitiPass pour tous - Mensuel   | 20 €              |
|                                  | CitiPass'Annuel                | 120 €             |
| Abonnements - de 26 ans          | CitiJeun' les -26ans - Mensuel | 12 €              |
|                                  | CitiJeun'3 mois                | 30 €              |
| CitiJeun'Annuel                  | 84 €                           |                   |
| Scolaires                        | CitiCollège - Annuel           | 63 €              |
| Familles de 3 personnes          | CitiFamily - Mensuel           | 35 €              |
| Abonnements seniors              | CitiSenior'Annuel              | 0 ou 60 €         |
| Gratuité RSA et - de 90% du SMIC | CitiMobil                      | 0 €               |
| CitiBus + TER Occitanie          | Kartatoo                       | Coût selon trajet |

Pour l'achat de titres de transports, il existe une agence CitiBoutique, avenue du Maréchal Foch. Des dépositaires, dans des tabacs presse, sont également disponibles, ainsi qu'en ligne.